# Märklin

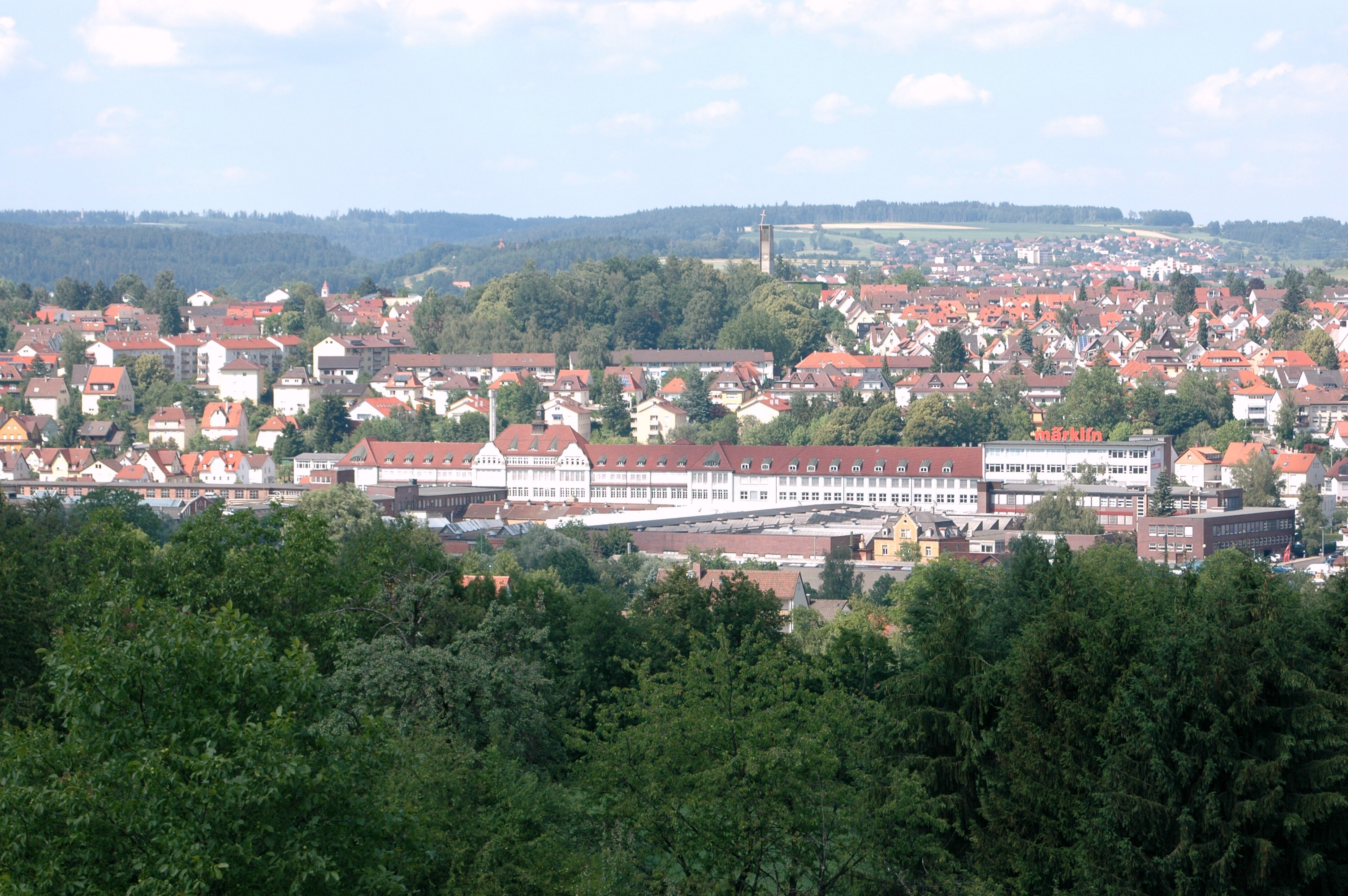
Werksanlagen der Gebr. Märklin & Cie. GmbH, Göppingen

Die Gebr. Märklin & Cie. GmbH ist ein Spielzeughersteller im schwäbischen Göppingen. Märklin ist heute vor allem für seine Modelleisenbahnen bekannt.
Aktuell produziert das Unternehmen in Göppingen (Werk 1) und Győr (Ungarn) (Werk 2). Von 1991 bis 2007 gab es in Sonneberg, wo Modelleisenbahnen von der Firma Piko schon seit 1952 hergestellt werden, das Märklin-Werk 3 (Näheres siehe Produktionsstandorte).

## Unternehmensgeschichte

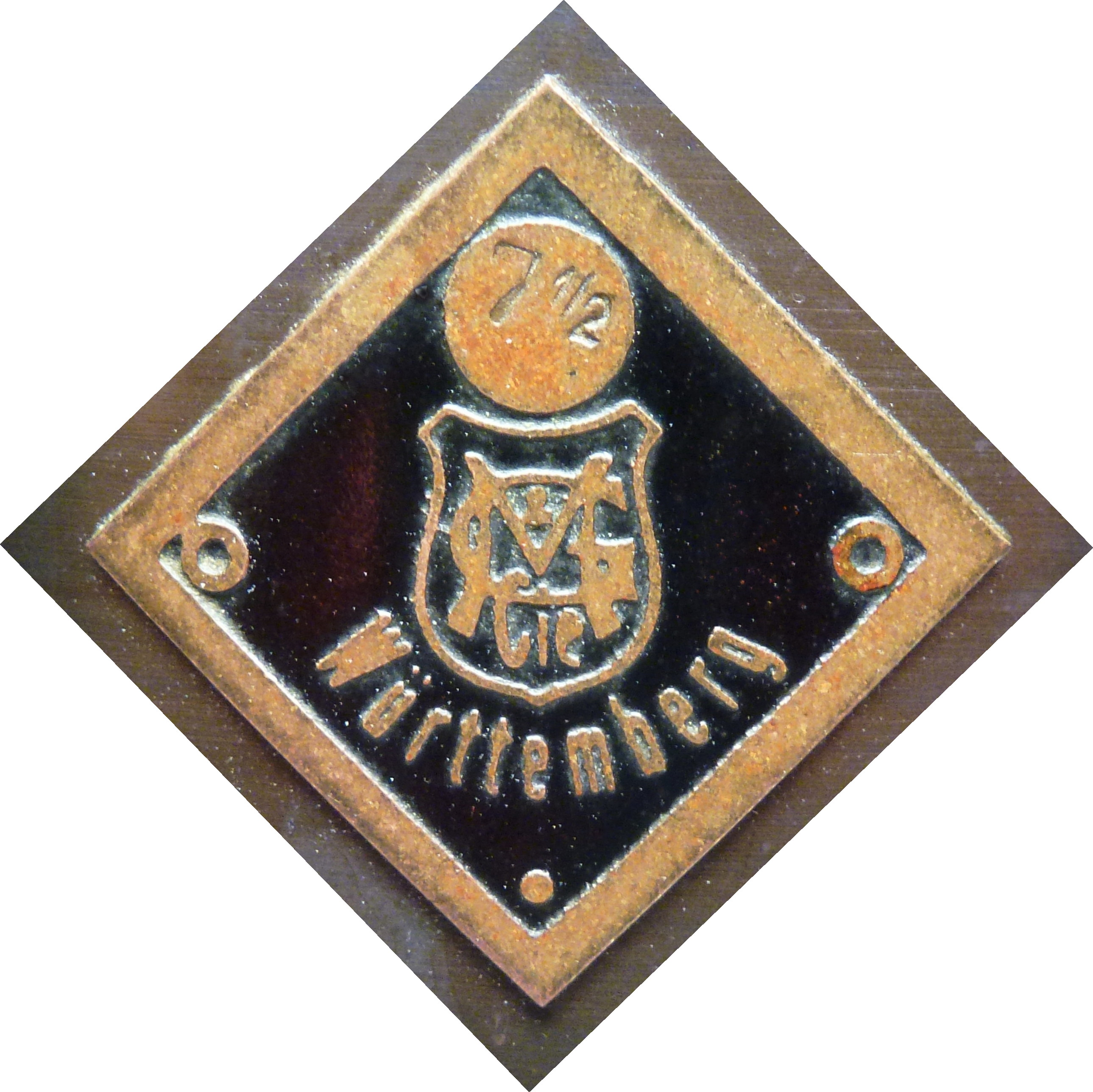
Historisches Logo von Märklin

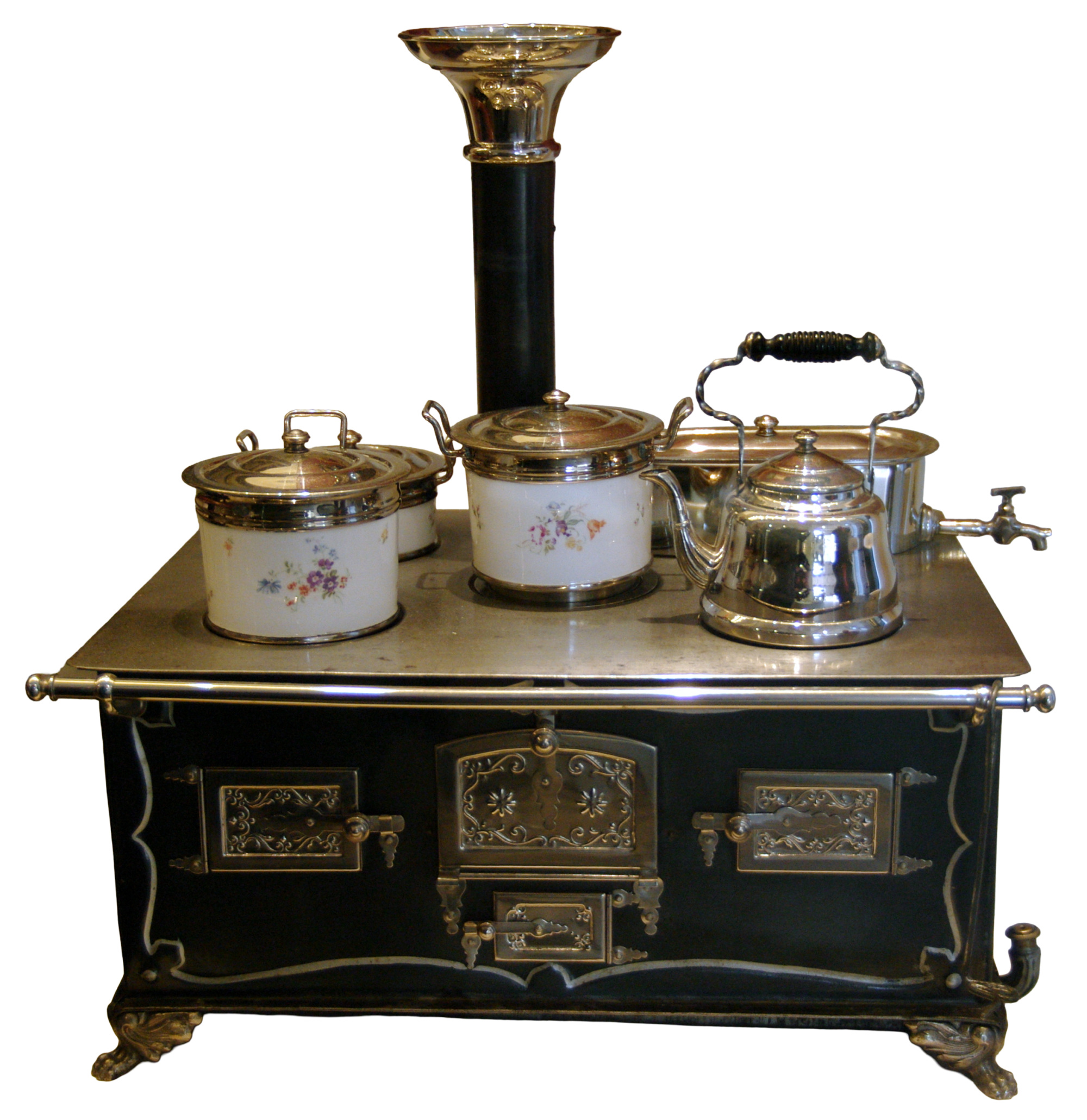
Puppenherd von Märklin um 1900

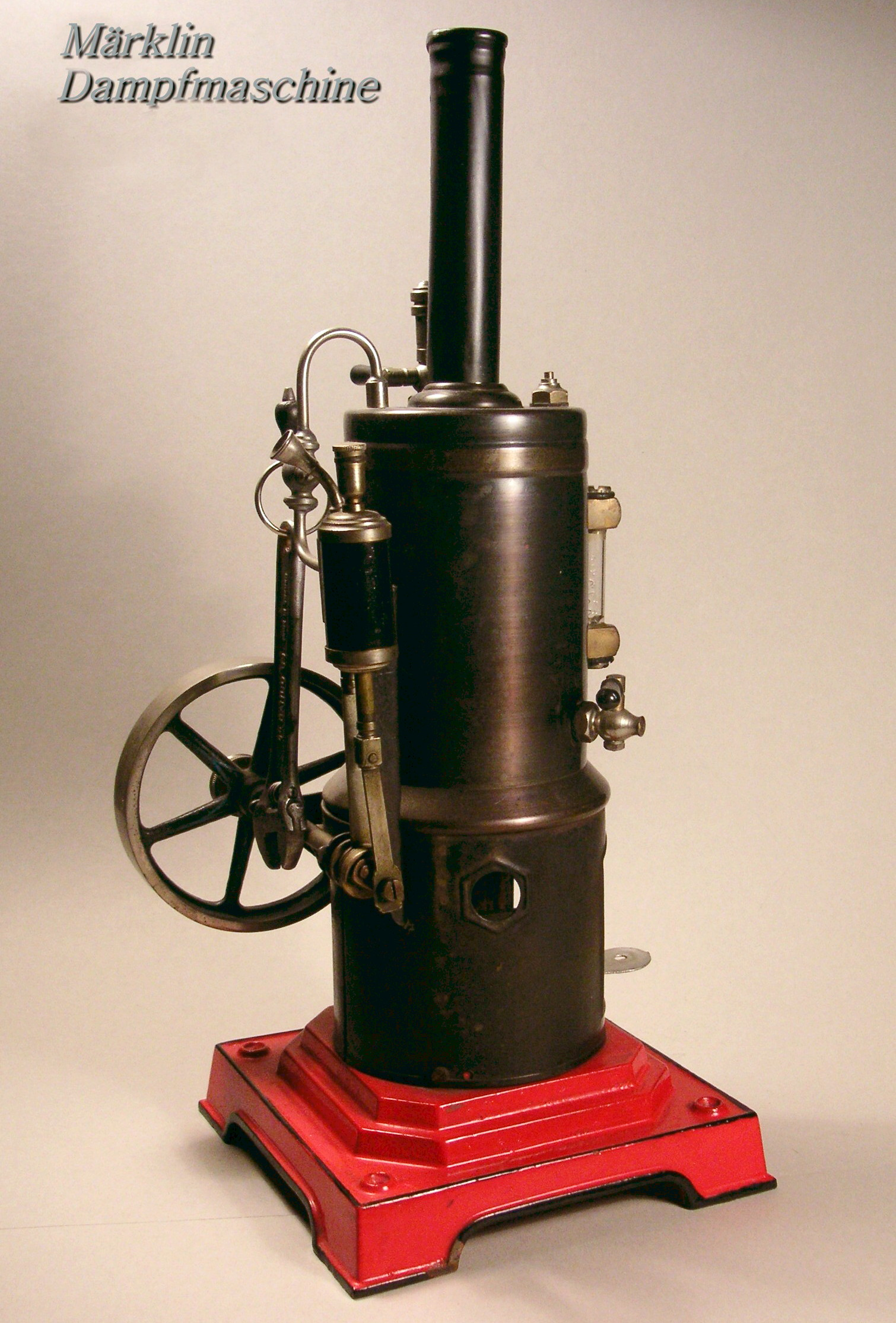
Dampfmaschine mit stehendem Kessel, ca. 1909

### Die Anfänge
Das zunächst mit der Herstellung von Puppenküchen beschäftigte Unternehmen wurde 1859 von Theodor Friedrich Wilhelm Märklin gegründet. Dieser hatte den Beruf des Flaschners erlernt und ließ sich 1840 in der württembergischen Stadt Göppingen nieder, wo er 1856 die Bürgerrechte erhielt. 1859 heiratete er in zweiter Ehe Caroline Hettich (1826–1893) aus Ludwigsburg.
Aus der Ehe gingen vier Kinder hervor, darunter die Söhne Eugen und Karl Märklin. Im selben Jahr machte Märklin sich als Flaschnermeister selbstständig und eröffnete seine eigene Werkstatt, in der er unter anderem Blechwaren, Puppenhäuser und -küchen herstellte. Daher gilt 1859 als Gründungsjahr des Spielzeugherstellers Märklin. Seine Frau übernahm den Verkauf, indem sie auf Verkaufstour durch Süddeutschland, Österreich und die Schweiz reiste. Sie war einer der ersten weiblichen Handelsvertreter und zeichnete sich durch Organisationsgabe und hervorragendes Verkaufstalent aus.
Ab 1866, nach dem Unfalltod des Firmengründers, führte zunächst seine Witwe das Unternehmen weiter. Sie heiratete zwei Jahre später zwar wieder, aber ihre Hoffnung, dass ihr neuer Gatte sie im Unternehmen unterstützen würde, wurde enttäuscht. Auch ihre herangewachsenen Söhne schienen sich für den Familienbetrieb nicht zu interessieren.
Erst nachdem ihr Gatte in den 1880ern gestorben war, übernahmen 1888 die Söhne Eugen und Carl Märklin die Leitung des Unternehmens, das zunächst unter der Bezeichnung Gebr. Märklin firmierte. Die Produktpalette umfasste zu dieser Zeit Puppenküchen, Karren jeglicher Art, Modelle von Schiffen, Karussells, Kreisel und Bodenläufer (Modelleisenbahn ohne Schienen).

### Die ersten Modelleisenbahnen

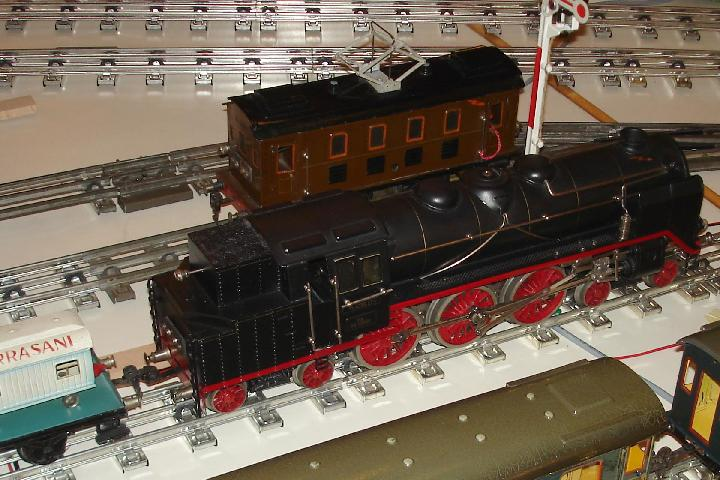
Spur I (Spur 1) Spielzeug-Eisenbahn

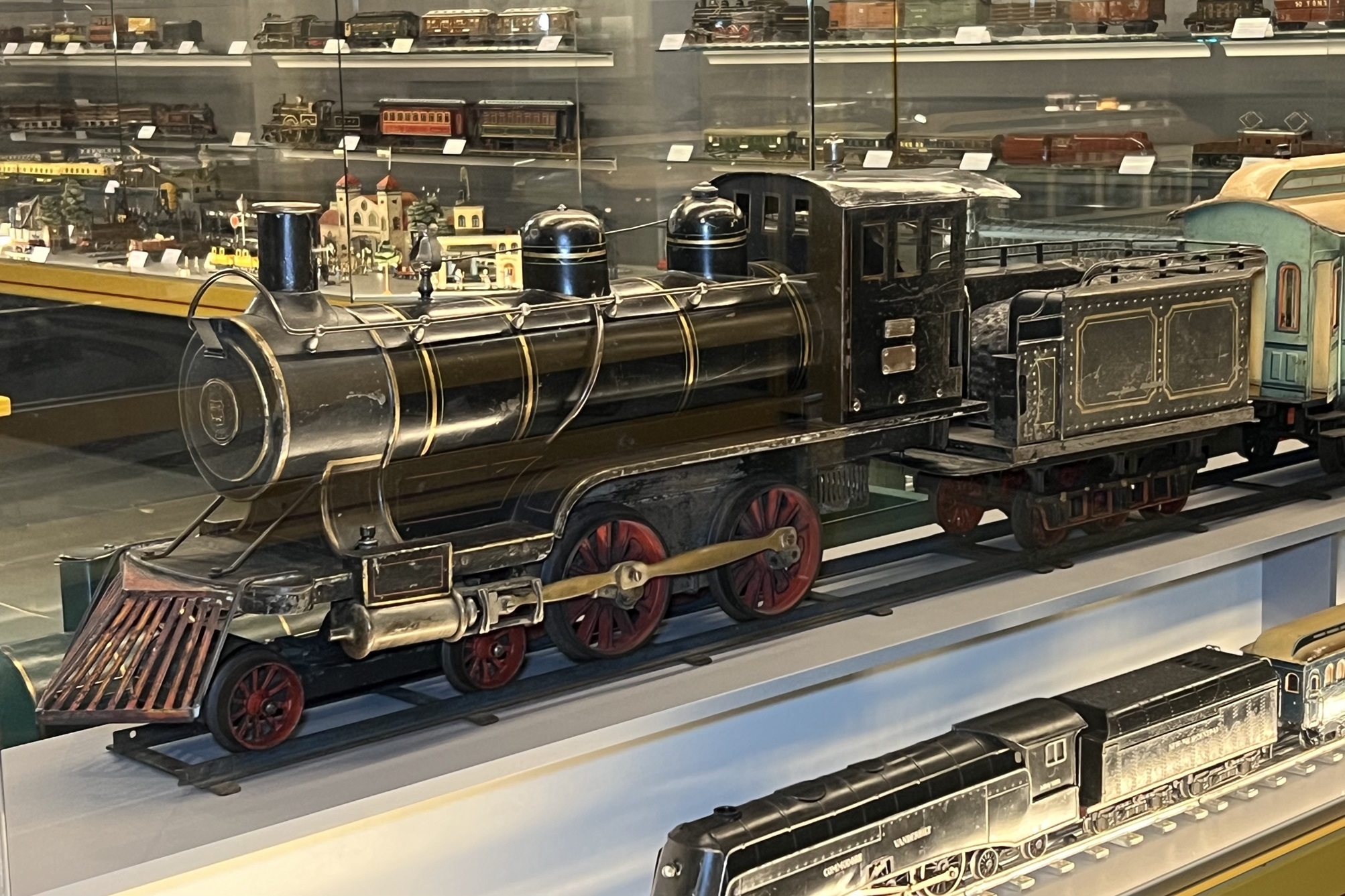
Seltene Märklin Spur V (Spur 5) Echtdampf-Lokomotive in etwa aus dem Jahr 1900 im Technorama Winterthur, 2024

Durch Unternehmenspolitik und den Aufkauf des Blechspielzeugherstellers Ludwig Lutz in Ellwangen im Jahr 1891 expandierte das Unternehmen und verkaufte von Lutz hergestellte Spielzeugeisenbahnen in der Vorweihnachtszeit 1891.
Im Jahr 1892 präsentierten die Gebrüder Märklin auf der Leipziger Frühjahrsmesse erstmals eine ausbaufähige Spur 1 Modelleisenbahn mit einer Uhrwerks-Lokomotive und einer Schienenanlage in Form einer Acht.
Damit legten die beiden Unternehmer den Grundstein zu dem Welterfolg der Spielzeugeisenbahn und dann der Modelleisenbahn. Im selben Jahr erschienen im Märklin-Katalog auch Spielzeugeisenbahnen der Spur 1, Spur 2 und Spur 3 mit Lokomotiven, Wagen, gebogenen und geraden Gleisen, sowie Weichen und Kreuzungen. 1893 folgte dann im Katalog der Firma Märklin Spielzeugeisenbahnen zusätzlich für die Spur 0.
Übersicht der zeitgenössischen Modellspurweiten von Märklin
| Modell-Spurweiten                                      | Märklin Tinplate Ära | Märklin Tinplate Ära | Märklin Tinplate Ära | Märklin Tinplate Ära |
| ------------------------------------------------------ | -------------------- | -------------------- | -------------------- | -------------------- |
| Spur                                                   | (1893)               | (1892)               | (1892)               | (1892)               |
| Spur                                                   | 0                    | I (1)                | II (2)               | III (3)              |
| Bild                                                   |                      |                      |                      |                      |
| von Schienenkopf-Mitte zu Schienenkopf-Mitte           | 35 mm                | 48 mm                | 54 mm                | 75 mm                |
| von Schienenkopf-Mitte zu Schienenkopf-Mitte           | (1 3⁄8 in)           | (1 7⁄8 in)           | (2 1⁄8 in)           | (3 in)               |
| von Schienenkopf-Innenkante zu Schienenkopf-Innenkante | 32 mm                | 45 mm                | 51 mm                | 72 mm                |
| von Schienenkopf-Innenkante zu Schienenkopf-Innenkante | (1 ⁄4 in)            | (1 3⁄4 in)           |                      |                      |
| Bemerkung                                              | Heute Spur 0         | Heute Spur 1         | –                    | –                    |

Märklin ist es zu verdanken, dass in dieser Zeit auch die Spurweiten der Modelle vereinheitlicht wurden und in ihren Grundzügen bei der heutigen Spur 0 und Spur 1 noch heute weltweit gelten.
1909 umfasste die Produktpalette 90 verschiedene Dampfmaschinenmodelle, Puppenstuben- und Küchenzubehör, Karussells, Autos, Flugzeuge, Schiffe, Kreisel und Metallbaukästen.

### Zwischen den beiden Weltkriegen
Ab 1926 wurde die elektrische Bahn mit 20 V Wechselstrom (zunächst noch mit einer Glühlampe als „Vorwiderstand“) eingeführt, welche ohne die Laufzeitbeschränkung der Uhrwerke oder der Spiritus-Brennzeit kontinuierlichen Spielbetrieb erlaubte. 1929 kamen zu den schwarz-messingfarbenen Teilen der Metallbaukästen farbige Teile hinzu.
Mit den Jahren wurde die Modelleisenbahn zum wichtigsten Produkt von Märklin. 1935 trat Fritz Märklin in die Geschäftsführung ein. Nachdem Stephan Bing, bis 1927 Vorstand der Bing Werke AG, das Unternehmen Vereinigte Spielwaren Fabriken Nürnberg 1928 übernahm und zur Leipziger Frühjahrsmesse 1935 die erste moderne Tischeisenbahn in der Nenngröße 00 unter dem Markennamen TRIX Express vorstellte, folgte Märklin zur Herbstmesse dieses Jahres ebenfalls mit einer Tischeisenbahn in dieser Baugröße.
Es gab zwar bereits in den Jahren von 1922 bis 1932 eine Tischbahn von Bing mit einer Spurweite von 16,0 mm, die jedoch technisch noch nicht so ausgereift und betriebssicher war, um daraus eine vollwertige Modellbahn entwickeln zu können. Die Nenngröße 00 war mit einem Maßstab von angenähert 1:87 nur halb so groß wie die bis dahin kleinste Spur 0 (1:43 oder 1:45). In den Jahren bis zum Beginn des Zweiten Weltkriegs entwickelten TRIX und Märklin zahlreiche technische Neuerungen, mit denen die Praxistauglichkeit und der Spielwert der 00-Bahnen gesteigert wurde, womit diese Baugröße den größten Teil des Modellbahnmarktes erobern konnte. Der geringe Platzbedarf und die vergleichsweise niedrigen Kosten sorgten dafür, dass Modelleisenbahnen nun von einem größeren Teil der Haushalte gekauft werden konnten.
Während des Zweiten Weltkriegs stellte Märklin unter anderem mechanische Zünder für Landminen her.

### Nach dem Zweiten Weltkrieg
Die Baugrößenbezeichnung 00 für den Maßstab 1:87 wurde ab 1950 in „Halb-Null“, mit der bis heute üblichen Abkürzung H0, gesprochen „Ha Null“, geändert. Durch den rasanten Anstieg der Absatzzahlen von Modelleisenbahnen in den 1950er und 1960er Jahren wurde Märklin zu einem der weltweit größten Anbieter dieser Branche.
1969 kam mit der „neuen Spur 1“ die Traditionsbaugröße von 1891 zurück in den Märklin-Katalog, zunächst allerdings nur als Spielbahn ausgelegt. Eine Dampflokomotive der DB-Baureihe 80 und eine Diesel-Werkslokomotive zogen erste Personen- und Güterwagen dieser alten Spurweite in Wohnzimmern und Gärten.
Ab 1978 wurde die Baugröße anspruchsvoller ausgerichtet, bis 1984 auch das „Schweizer Krokodil“ ins Programm aufgenommen wurde. 1994 erlebte die Spur 1 eine Renaissance der klassischen Blech-Technologie als „Maxi-Bahn“, einer Spielbahn für Kinder, deren Herstellung jedoch wieder eingestellt wurde.
1972 wurde zur Nürnberger Spielwarenmesse die Nenngröße Z im Maßstab 1:220, genannt „Mini-Club“, als Neuheit vorgestellt. Bis 2007 war dies die kleinste in Großserie hergestellte Modellbahn.
Ab 1984 wurde für H0 und Spur 1 eine digitale Mehrzugsteuerung angeboten. Bis zu 80 Loks konnten damit unabhängig voneinander in einem Stromkreis über bis zu 256 Weichen oder Signale hinweg gesteuert werden. Inzwischen können Computer bestimmte Steuerungsaufgaben der ursprünglich unternehmenseigenen Steuer-Chips übernehmen und die Anzahl steuerbarer Loks und Weichen ist auf Werte gestiegen, die selbst für Sammler und Großanlagen eher utopisch sind.
1997 übernahm das Unternehmen den bis dahin eigenständigen Konkurrenten Trix aus Nürnberg.

### Im neuen Jahrtausend

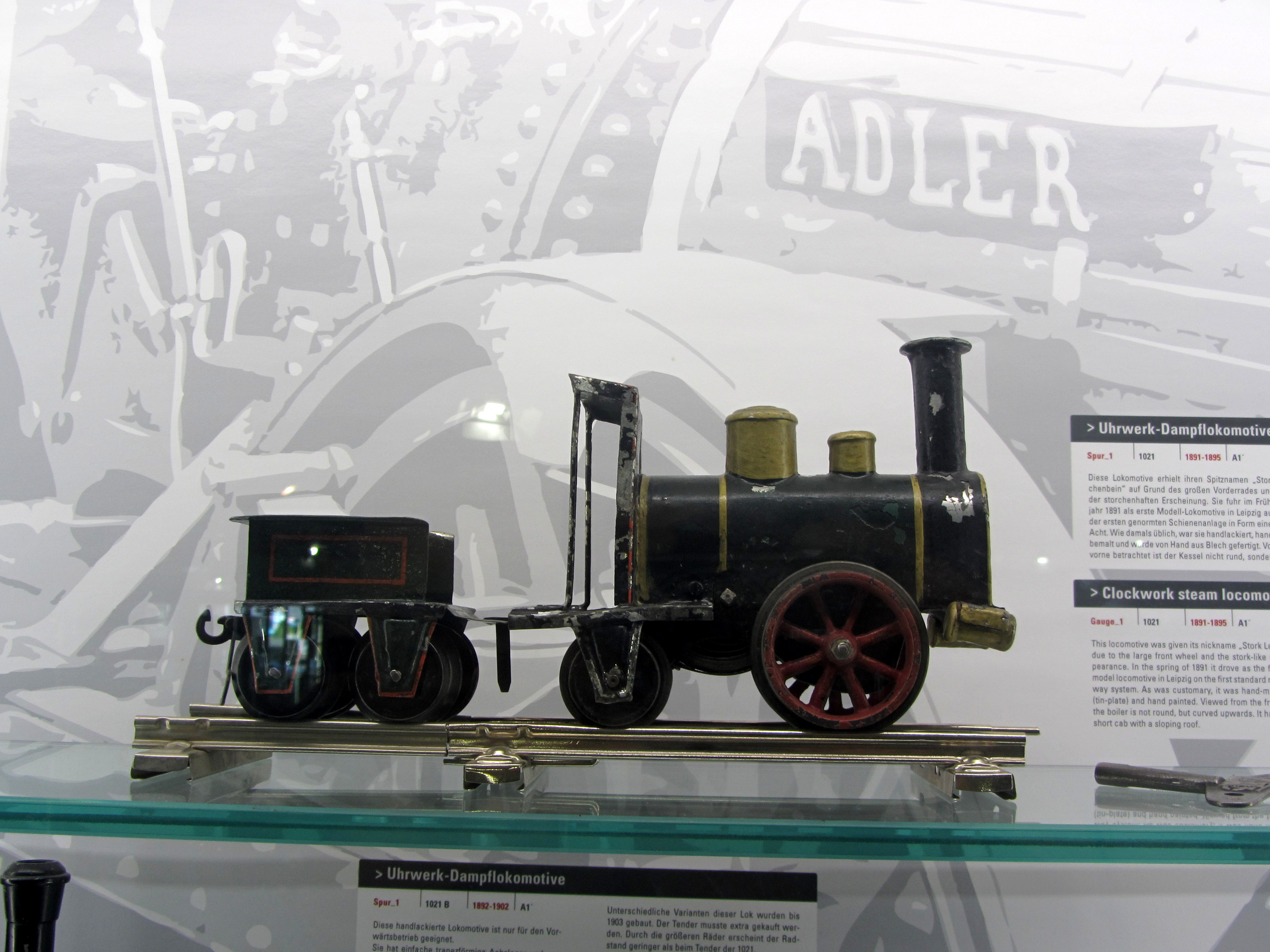
Märklin Spur 1 Uhrwerklokomotive Storchenbein aus dem Jahr 1891 im Märklin Museum 2015

In der Nacht zum 18. Januar 2005 wurde in das unternehmenseigene Märklin-Museum eingebrochen. Entwendet wurden Exponate der historischen Spur 1, alle ausgestellten Fahrzeuge der Spur 0, die vor 1910 hergestellten Schiffe, sowie Dampfmaschinen und unersetzliche Prototypen der Spur 00. Das älteste Fahrzeug des Museums, die erste Lokomotive von 1891, wurde ebenfalls gestohlen. Nach Aufklärung des Falls im März 2005 waren die Exponate seit Mai 2005 wieder in der Ausstellung zu sehen.
Am 11. Mai 2006 wurde die Gebr. Märklin GmbH nach einigen Jahren sinkender Umsätze und zuletzt gar Verlusten an die britische Finanzgruppe Kingsbridge Capital verkauft, eine Tochtergesellschaft der österreichischen Hardt Group. Die neuen Gesellschafter sahen Wachstumspotential aufgrund der Bekanntheit der Marke insbesondere bei Sammlern. Mittelfristig wurden eine Sanierung und der Weiterverkauf angestrebt. Zum 1. Februar 2007 wurde Axel Dietz Geschäftsführer und Teilhaber des Unternehmens.
Am 26. Juli 2007 wurde die Übernahme des insolventen Unternehmens Ernst Paul Lehmann Patentwerk OHG, Hersteller der Lehmann-Groß-Bahn, durch Märklin bekanntgegeben.
Am 22. August 2007 wurde das Unternehmen Hübner Feinwerktechnik GmbH in den Märklin-Unternehmensverbund integriert. Alle Werkzeuge sowie das Fertigwaren- und Ersatzteillager gingen an Märklin. Die Lieferung der Fertigware, die Ersatzteilversorgung und der Reparaturservice werden in vollem Umfang zentral von Göppingen aus fortgeführt.
Am 11. August 2008 wurde bekannt, dass der Vorsitzende der Geschäftsführung, Axel Dietz, zum Ende des Jahres 2008 ausscheiden wolle. Ein Nachfolger wurde nicht berufen, die zwei verbliebenen Mitglieder der Geschäftsführung, Dietmar Mundil und Thomas Bauer, bekamen vom Beirat erweiterte Verantwortungsbereiche. Ende Januar 2009 sollte Ralf Coenen den aus Altersgründen ausscheidenden Dietmar Mundil als Geschäftsführer ablösen.
Anfang Februar 2009, zeitnah zum 150-jährigen Bestehen des Unternehmens, wurde u. a. der Zahlungsverzug beim Januarlohn gemeldet. Am 4. Februar 2009 sah sich das Unternehmen gezwungen, beim Amtsgericht Göppingen Insolvenz anzumelden, nachdem Verhandlungen über die Verlängerung von Krediten gescheitert waren.
Das Unternehmen führte seine Geschäfte anschließend unter dem Insolvenzverwalter Michael Pluta fort, der noch im Februar 2009 Kurt Seitzinger als neuen Geschäftsführer einsetzte.
Es stellte sich heraus, dass im Jahr 2006 10,7 Mio. Euro Beraterhonorare gezahlt worden waren (bei einem Verlust von 13 Mio. Euro) und im Jahr 2007 noch einmal weitere 13,8 Mio. Euro (bei einem Verlust von 16 Mio. Euro); insgesamt waren in den drei Jahren vor der Insolvenz 40 Mio. Euro an Beraterhonoraren angefallen.
Auf der Nürnberger Spielwarenmesse vom 5. bis 10. Februar 2009 war das Unternehmen im üblichen Rahmen vertreten. Am 19. und 20. September 2009 fanden trotz der Insolvenz die Märklintage zum 150-jährigen Bestehen der Firma mit rund 45.000 Besuchern statt.
Die Veranstaltungsorte waren der Bahnhof Göppingen, die Werfthalle im Stauferpark, das Firmengelände von Leonhard Weiss und die Märklin-Erlebniswelt. Vom 30. September bis 4. Oktober 2009 nahm das Unternehmen Märklin an der Schweizer Spiel-und-Hobby-Messe Suisse Toy teil.
Am 4./5. Dezember 2009 und am 17./18. September 2010 veranstaltete Märklin in Göppingen Tage der Offenen Tür und lud zu einem Werksbesuch ein. Im November 2010 löste Stefan Löbich Kurt Seizinger als Geschäftsführer ab.
Am 21. Dezember 2010 stimmten 1350 Gläubiger dem Insolvenzplan des Insolvenzverwalters Michael Pluta zu. Damit war die Grundlage gelegt, dass die nun den Gläubigern (vor allem der BW-Bank, Goldman Sachs sowie der Kreissparkasse Göppingen) gehörende und wieder mit positiven Ergebnissen arbeitende Firma aus eigener Kraft „gesund“ werden konnte.
Hierzu wurden allerdings rund 400 Arbeitsplätze abgebaut. Im September 2011 wurde Wolfrad Bächle zweiter Geschäftsführer von Märklin; er verantwortet seitdem den Bereich Technik.
Aufgrund eines Schiedsgerichtsurteils am 6. Oktober 2011 wurde die amerikanische Unternehmensberatung AlixPartners wegen fehlerhafter Beratung des Investors Kingsbridge zu einer Schadenersatzzahlung in Höhe von 13,4 Millionen Euro plus Zinsen verurteilt.
Märklin stand 2006 als Familienbetrieb vor der Insolvenz. AlixPartners beriet den Investor Kingsbridge damals beim Einstieg und kontrollierte die Buchführung. 2007 verkündeten AlixPartners die gelungene Sanierung und kassierte jährlich Millionensummen für die laufende Beratung. Erst später wurde dem Investor bekannt, dass 2006 bis 2008 Verluste eingefahren wurden, so dass 2009 Insolvenz angemeldet werden musste. Das Urteil gegen AlixPartners hatte auch wegweisenden Charakter für die Rechtsprechung gegenüber Unternehmensberatungen. Allerdings war die Zahlung durch die Beraterhaftpflichtversicherung von AlixPartners bei der Illinois National Insurance Co. abgedeckt und wurde durch diese am 30. Januar 2013 getätigt.
Die anschließende Regressforderung der Illinois National Insurance Co. an AlixPartners wurde am 3. März 2017 erstinstanzlich abschlägig entschieden, der eingelegten Berufung erging es am 26. Februar 2019 ebenso.

### Neuausrichtung seit 2013
Im März 2013 hat einer der Gründer des Spielzeugherstellers Simba-Dickie, Michael Sieber, mit der mit seinem Sohn zusammen neu gegründeten Sieber & Sohn GmbH & Co. KG das Unternehmen Märklin übernommen.
Der Großteil der 480 Beschäftigten stimmte den Änderungsarbeitsverträgen zu, die Abstriche gegenüber dem gültigen Flächentarif der IG Metall bei Urlaubs- und Weihnachtsgeld sowie bei Tariferhöhungen für weitere fünf Jahre vorsahen. Im Gegenzug erhielten die Beschäftigten eine Arbeitsplatzgarantie bis 2019.
Am 22. Juli 2013 wurde bekanntgegeben, dass Stefan Löbich Märklin verlässt.
Seit der Übernahme entwickelten sich Absatz wie Umsatz positiv. Märklin straffte das Kernsortiment, erschloss neue Zielgruppen, trieb die Digitalisierung des Sortiments voran und weitete die Kommunikation im Internet aus. Im Geschäftsjahr (30. April 2019) erzielte das Unternehmen einen Umsatzzuwachs von 4 Millionen Euro (gegenüber dem Vorjahr) auf 112 Millionen Euro.
Zum Jahresende 2020 verzeichnete das Unternehmen 40 Prozent mehr Aufträge als zwölf Monate zuvor. Den Grund für diesen Anstieg sehen die Verantwortlichen in der Corona-Krise, die dafür sorgte, dass sich die Fans der Modelleisenbahn wieder mehr ihrem Hobby widmeten.

## Unternehmen und Markt
Der Markt für hochwertige Spielwaren, insbesondere Modelleisenbahnen, muss sich bei technisch interessierten Kindern und Jugendlichen nicht nur gegen die klassischen Freizeitthemen Sport und Modellbau behaupten, sondern auch gegen die neuen Spielmöglichkeiten digitaler Geräte. Das Unternehmen versuchte diesem Trend unter Beibehaltung der Bindung an den Fachhandel zu begegnen, indem immer höherwertige und aufwändig verarbeitete eigentliche Sammlermodelle hergestellt wurden, die ein zahlungskräftiges Publikum fortgeschrittenen Alters ansprachen. Teils wurde diese Klientel auch wieder verprellt, indem formgleiche oder -ähnliche Modelle in vielen Varianten zu hohen Preisen auf den Markt gebracht wurden. Sammlermodelle zeichneten sich zuvor durch eine gewisse Limitiertheit aus. Wer als Sammler bei Märklin auf „Vollständigkeit“ sammeln will, muss finanzstark sein. Anfang der 2000er Jahre betrug der Summenpreis der Produkte eines Märklin-Katalogs der meistgesammelten Nenngröße H0 etwa 65.000 DM, auf zirka ein Viertel davon beliefen sich die Neuerscheinungen.
Das Unternehmen beschritt eigene Wege zur Steuerungstechnik der Modellbahnen; das von Märklin verwendete sogenannte Motorola-Format war lange Zeit exklusiv, proprietär und mit funktionalen Einbußen versehen, was die Feinfühligkeit der Steuerung von Lokomotiven anbelangte. Es war darum wichtig, dem Produkt Modellbahn eine breitere Basis zu verschaffen (ein Märklin-Manager prägte den Satz „Wer das erste Gleis in das Kinderzimmer wirft, hat gewonnen.“): Märklin bot – als Traditionsbruch – Einsteiger-Sets im Weihnachtsgeschäft bei Discountern an.
Die Konkurrenten von Märklin (im Wesentlichen Fleischmann und Roco) haben im Grunde die gleichen Probleme. Bis auf Fleischmann sind aber alle bereits im Ausland tätig geworden. So werden zum Beispiel bei Piko alle Loks aus dem einfachen Hobby-Programm in Asien hergestellt. Die Fertigung eines Teils der Märklin-Produktpalette war ebenfalls nach Fernost ausgelagert, wurde aber ab 2010 wieder nach Deutschland bzw. Ungarn zurückgeholt (Näheres siehe Produktionsstandorte).
Am 7. Dezember 2011 erfolgte die Eintragung der Tochtergesellschaft Märklin Engineering GmbH ins Handelsregister. Der Firmenzweck ist die Erbringung von Entwicklungs-Dienstleistungen für die Gebr. Märklin & Cie. GmbH und Externe. Der Geschäftsführer ist Martin Lingens.

## Modelleisenbahn-Produkte

### Nenngröße II
Für die derzeit größte Nenngröße von Märklin (Stand 2009) bietet Märklin seit der Übernahme der Lehmann-Groß-Bahn (LGB) ein Sortiment in der Spur IIm an.

### Nenngröße I

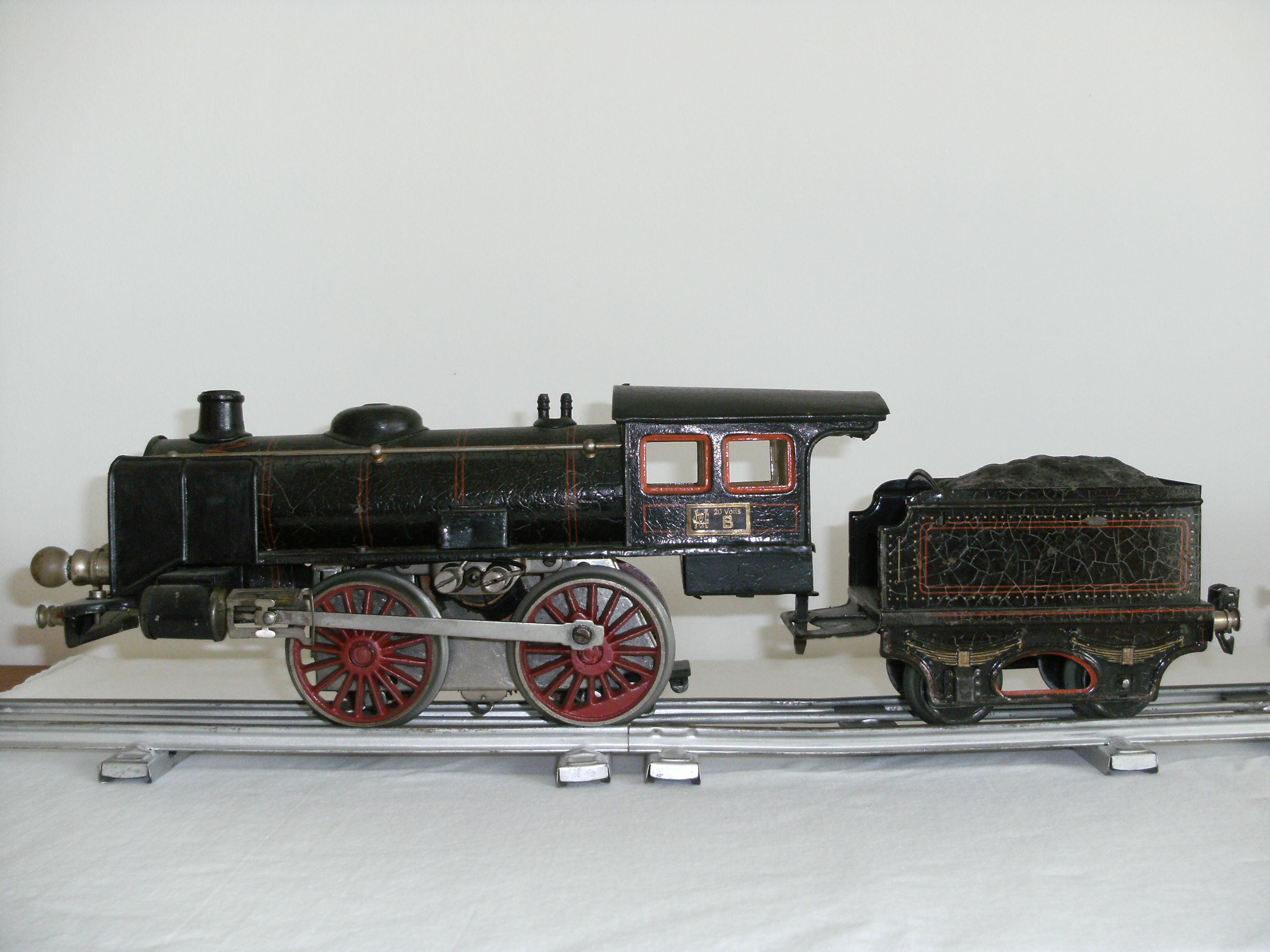
Lok mit Tender (E-Version) Spur I (ca. 1935)

Als derzeit zweitgrößte Nenngröße bietet Märklin seit 1969 wieder ein Sortiment in der Spur I an. Anfangs war das ganze Programm als reine Spielzeug-Eisenbahn in Kunststoffbauweise gedacht, wurde dann aber ab 1978 mit der Einführung der P 8 (Baureihe 38) in Richtung einer professionellen Modelleisenbahn ausgebaut.
Durch Übernahme der Firma Hübner 2007 erfolgte eine deutliche Ausweitung des Profisortiments.

### Nenngröße 0

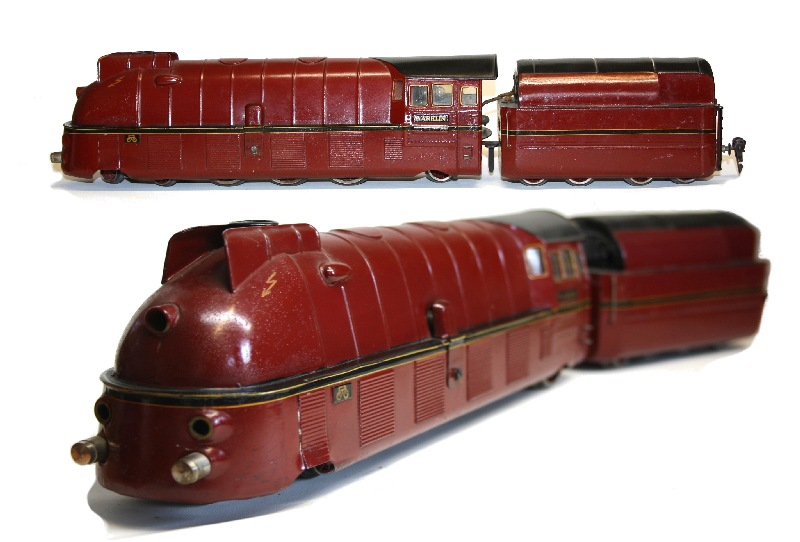
Märklin – SLH/70 12920, alte Spur 0

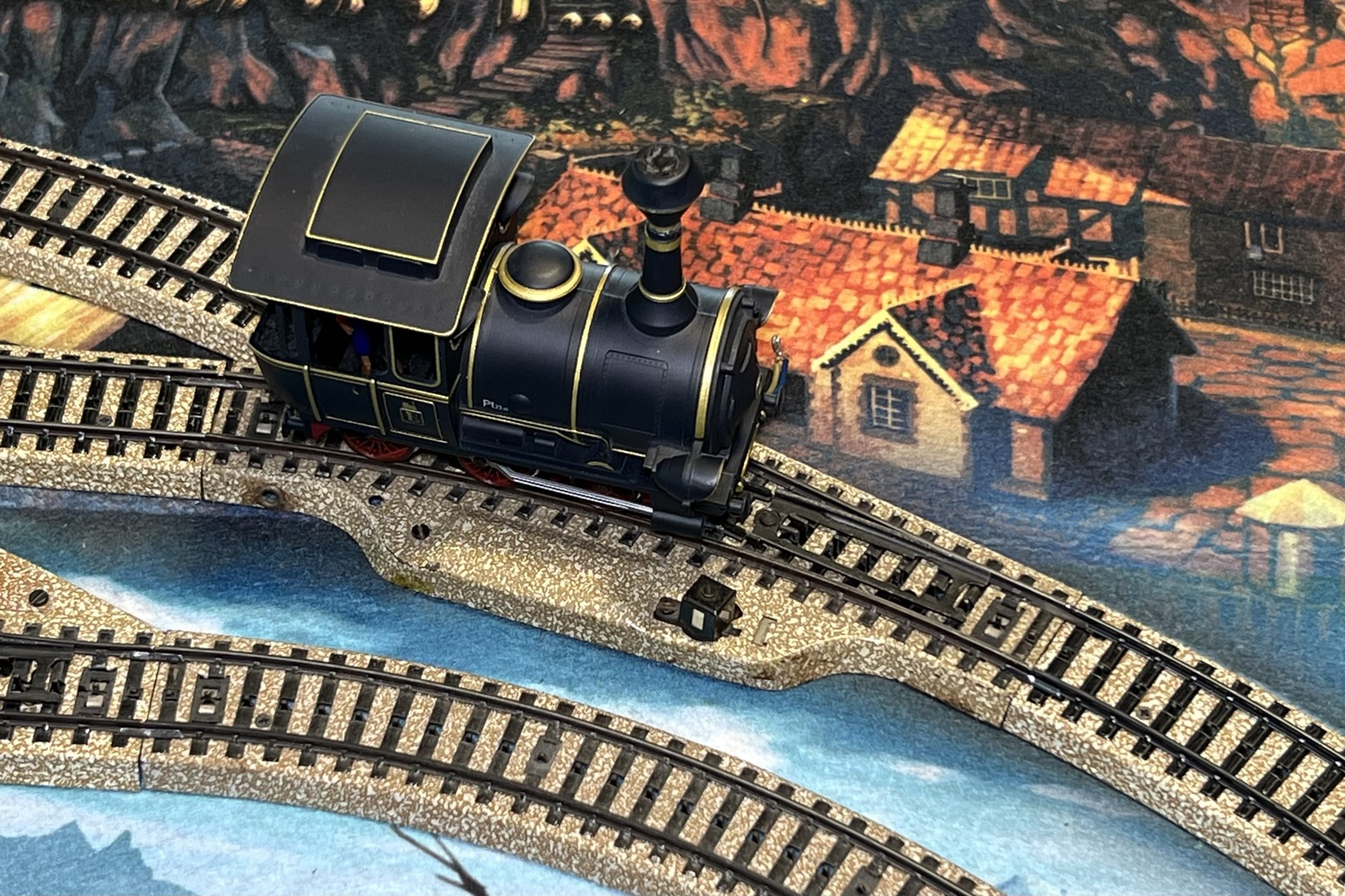
Märklin Lokomotive Emma zum Kinofilm Jim Knopf und Lukas der Lokomotivführer, 2024

In den Jahren 1893 bis 1954 wurden in Göppingen ebenfalls blecherne Spielzeug-Eisenbahnen und Zubehör größtenteils aus Weißblech (Tinplate) hergestellt.
Die Nenngröße 0 war ab 1895 bis zur Mitte des 20. Jahrhunderts die dominierende Baugröße der Modelleisenbahn. Die ersten Fahrzeuge waren abstrakte Nachbauten realer Vorbilder. In den 1920er Jahren erhöhte sich die Detailtreue der Modelle. Die alte Nenngröße 0 hat einen Maßstab von 1:45 und eine Spurweite von 32 mm.
Die Entwicklung der Fahrzeuge der alten Spur 0 bei Märklin lässt sich in vier Phasen einteilen:
1. Phase: 1890er Jahre bis zum Ersten Weltkrieg
2. Phase: 1920er Jahre
3. Phase: bis zum Zweiten Weltkrieg
4. Phase: nach dem Zweiten Weltkrieg bis 1954

Diese Phasen sind an den Modellen deutlich zu erkennen:
1. Phase: unterschiedliche Größen und Designs, verschiedene Kupplungen
2. Phase: „rundliche“ Formen der 1920er Jahre, Stilfindung im Design
3. Phase: klare, moderne, funktionale Formen, Nachbildungen realer Objekte
4. Phase: auslaufende Produktion, keine Neuerungen[28]

Nach dem Auslaufen der Programms für die Spur 0 im Jahr 1954 wurden von Märklin Modelleisenbahnen folgende Produkte der Nenngröße 0 angeboten:
- Die zwischen 1970 und 1972 angebotene MINEX-Bahn ist eine Schmalspurbahn in der Nenngröße 0e (Maßstab 1:45), welche auf den bestehenden Nenngröße-H0-Gleisen mit einer Modellspurweite von 16,5 mm fährt.
- Die seit 2018 hergestellte Lokomotive Emma aus dem Merchandise-Set zum Kinofilm Jim Knopf und Lukas der Lokomotivführer wird zwar zusammen mit den Gleisen der Nenngröße H0[29][30] verkauft, die Lokomotive Emma entspricht aber einem gegenüber der Nenngröße 0 leicht verkleinerten Maßstab von etwa 1:50 gegenüber dem Filmoriginal und damit der Nenngröße 0e.[31]

### Nenngröße H0

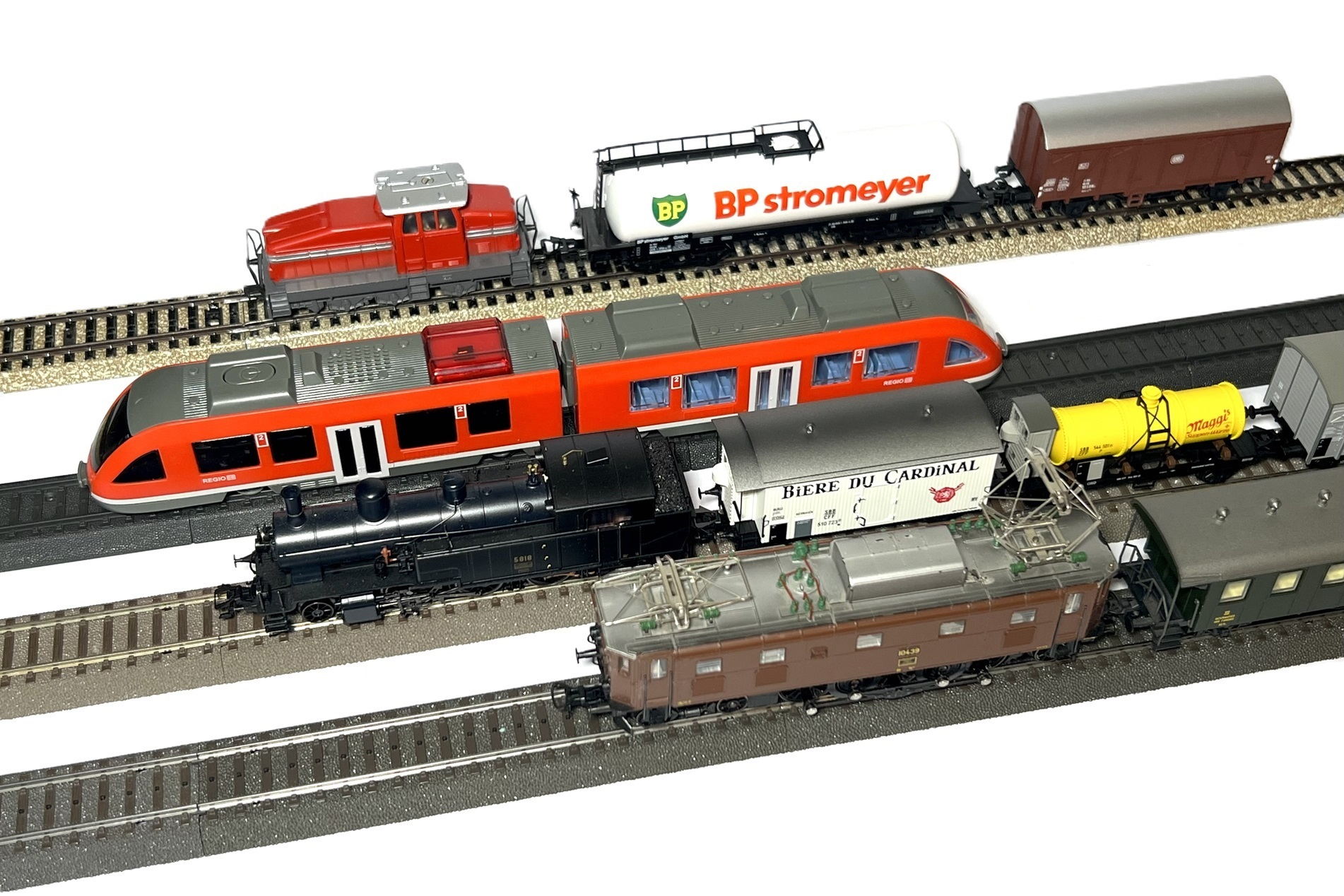
Verschiedene Böschungbettungs-Geleise der Spur H0 (C-Gleis und M-Gleis) aus dem Hause Märklin, 2024. Auf den Geleisen Rollmaterial aus dem Hause Märklin, Liliput und Brawa, 2024

Den größten Anteil am Sortiment und am Umsatz hat die Nenngröße H0 im Maßstab 1:87. Die Spur H0, die Märklin im Jahr 1935 etwa ein halbes Jahr nach Trix einführte, ist heute weltweit am weitesten verbreitet. Bis 1951 wurde die Spurweite in den Märklin-Katalogen noch mit 00 bezeichnet.
Das Unternehmen ist in der Nenngröße H0 im deutschsprachigen Raum (Deutschland, Österreich und Schweiz) Marktführer mit einem Marktanteil von etwa 50 Prozent. Im Bereich der Nenngröße H0 existieren damit zwei etwa gleich große Segmente – zum einen das Zweileiter-Gleissystem mit mehreren Herstellern, zum anderen das Mittelleiter-Gleissystem, das von Märklin dominiert wird. In diesem Segment ist Märklin der einzige Vollsortiment-Anbieter.
Das Angebot umfasst in dieser Spurweite ein komplettes Sortiment aus Rollmaterial, Gleisen, analogen und digitalen Steuerungen, einem Oberleitungssystem sowie weiteren Zubehörteilen. Die Auswahl an Rollmaterial umfasst eine breite Palette an Modellen, hauptsächlich nach Vorbildern aus Deutschland, Österreich, der Schweiz und den Benelux-Ländern.
Diese Länder stellen auch die Hauptabsatzmärkte für Märklin dar. Daneben gibt es einige Modelle nach Vorbildern aus den USA, Dänemark, Schweden und Italien, verstreut auch aus anderen europäischen Ländern, die primär für hiesige Sammler, teilweise für den Export an dortige Märklin-Fans gedacht sind.

#### Dreischienen-Zweileiter-Gleissystem

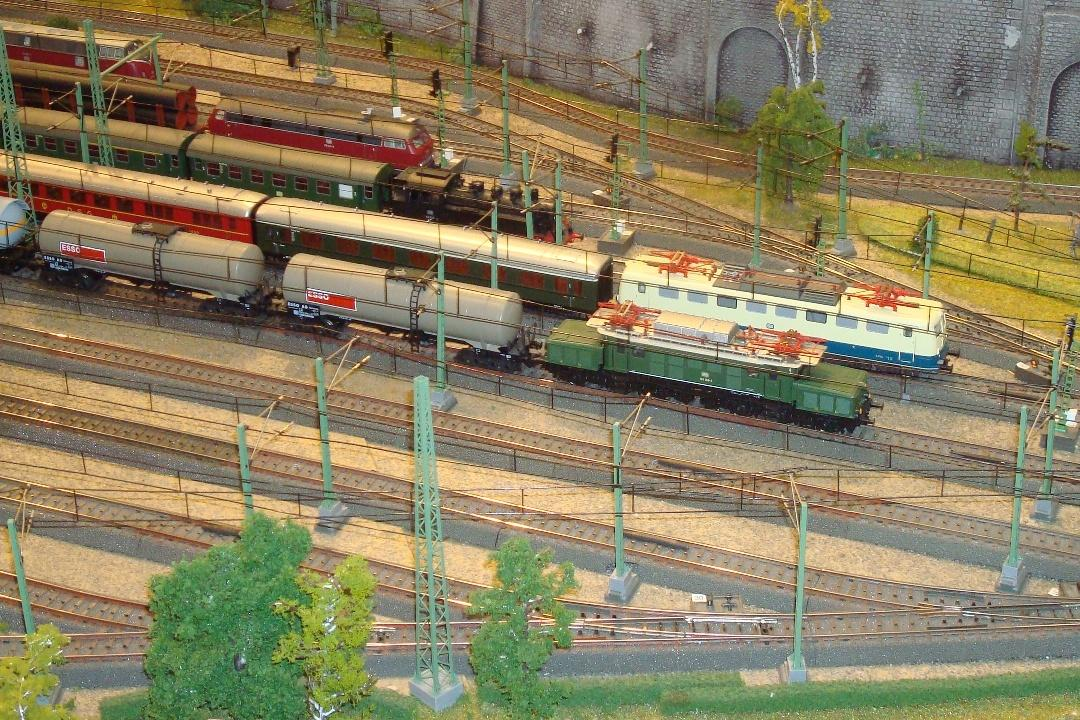
Dreischienen-Zweileiter-Gleissystem Ausstellungsanlage auf der Spiel- und Hobby-Messe Suisse Toy im Jahr 2009

Während die Mehrzahl der Modelleisenbahn-Fahrzeugmodelle anderer Hersteller primär für das Zweischienen-Zweileiter-Gleissystem ausgelegt sind, bei denen die beiden isolierten Schienen als Leiter eingesetzt werden, verwendet Märklin ein Gleissystem, bei dem in der Schienenmitte Punktkontakte (ursprünglich eine durchgehende Mittelschiene) eingelassen sind. Die Stromabnahme ab diesem isolierten Mittelleiter erfolgt über den charakteristischen Schleifer auf der Unterseite der Fahrzeuge.
Korrekt wird das Gleissystem als Dreischienen-Zweileiter-Gleissystem bezeichnet, da beide Schienen elektrisch verbunden sind und einen gemeinsamen Leiter (Neutralleiter) bilden. Die analogen Märklin-Wechselstrom-Lokomotiven brauchen zur Umschaltung der Fahrtrichtung eine Möglichkeit, durch Umpolung des Motormagnetfeldes eine Richtungsänderung zu erzeugen. Dazu wird ein Allstrom-Motor verwendet, der eine Statorwicklung mit zwei Spulen hat, die im Gegensinn gewickelt sind. Dessen Spulen werden über ein elektromagnetisches Relais wechselseitig angesteuert. Dieses Relais, mit dem Fachausdruck Stromstoßschalter, umgangssprachlich auch als Umschalter bezeichnet, spricht auf einen kurzen 24 Volt-Überspannungsimpuls vom Fahrtransformator an.

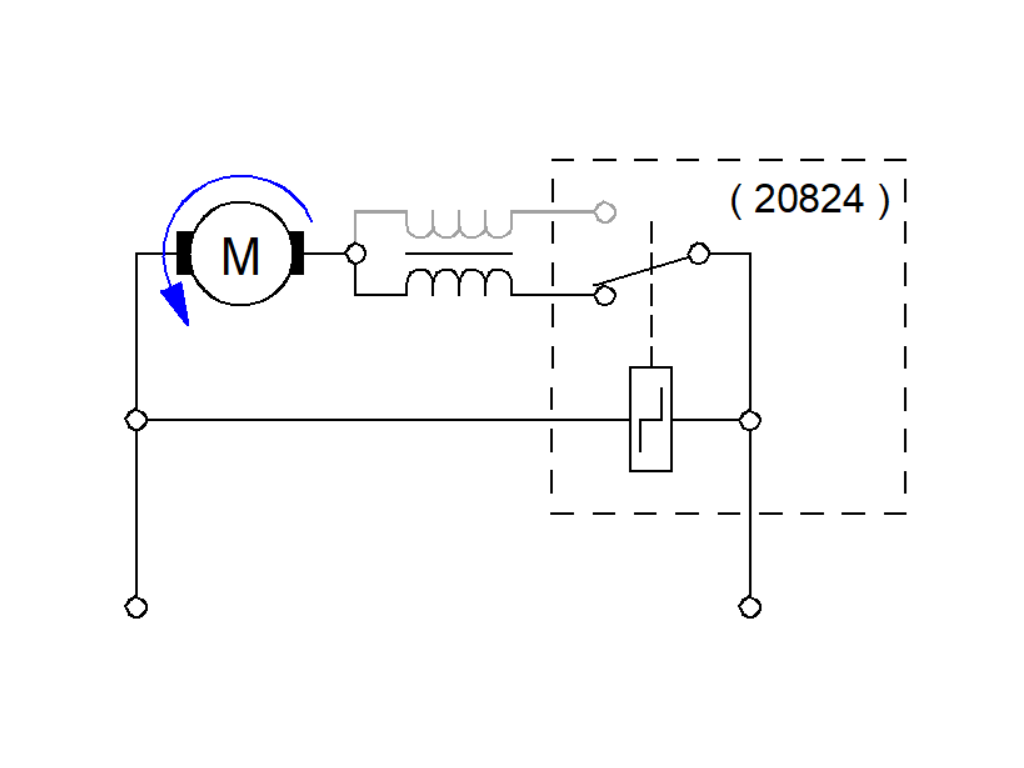
Schema Märklin-Allstrommotor mit zwei Feldspulen und Fahrtrichtungsschalter mit Schaltwippe 20824, wie er ab 1957 eingebaut wurde. Fahrtrichtung in die eine Richtung, 2024
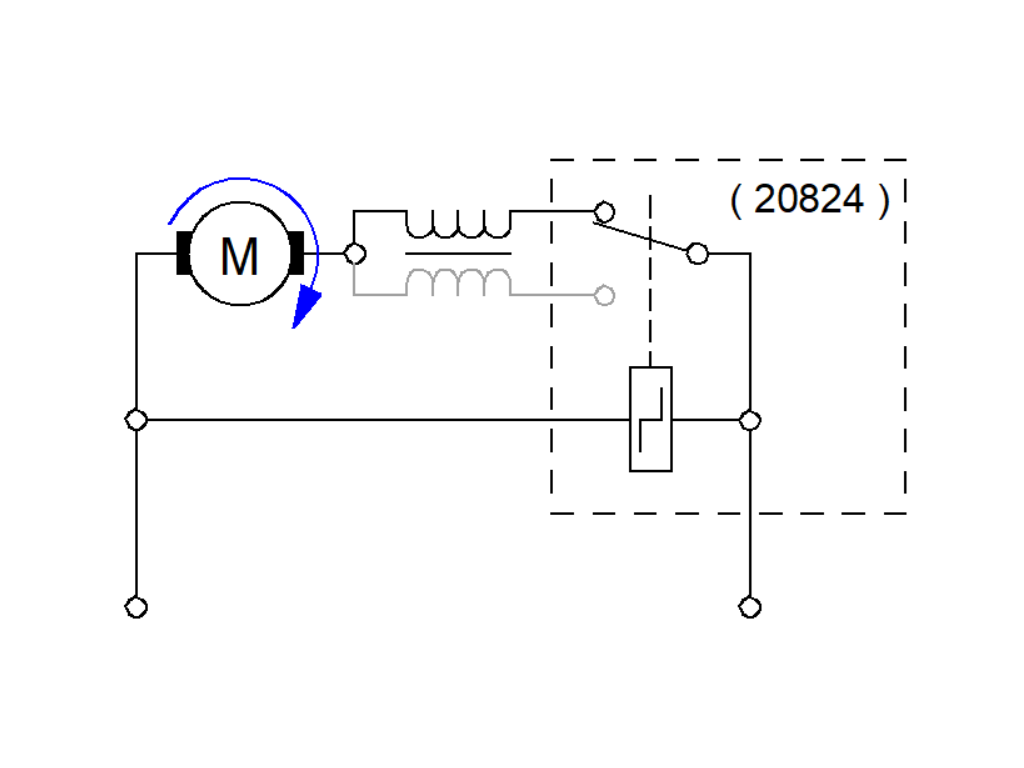
Schema Märklin-Allstrommotor mit zwei Feldspulen und Fahrtrichtungsschalter mit Schaltwippe 20824, wie er ab 1957 eingebaut wurde. Fahrtrichtung in die andere Richtung, 2024
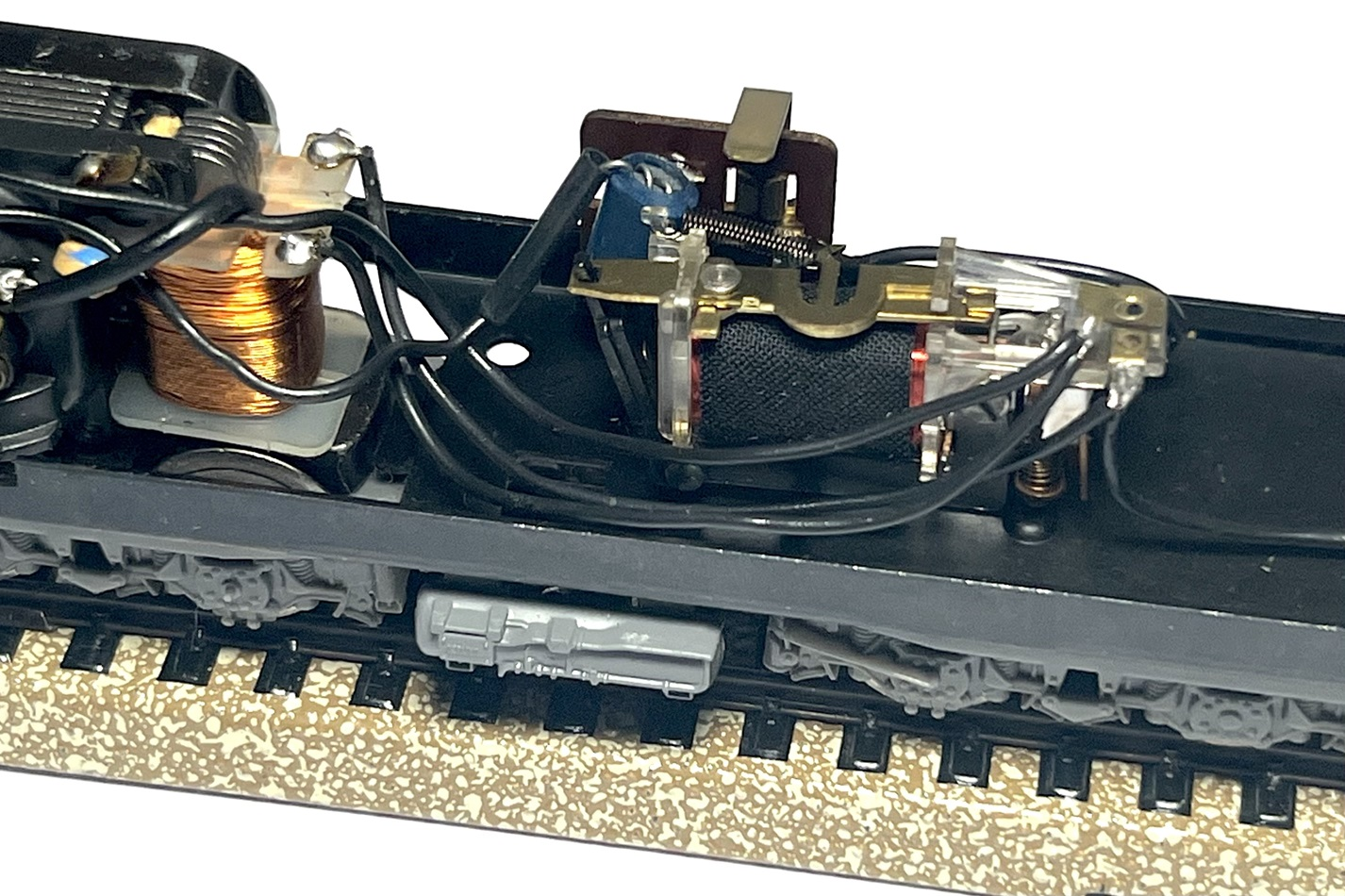
Fahrtrichtungsschalter mit Schaltwippe 20824, wie er ab 1957 eingebaut wurde, hier in einer SBB Ae 6/6 3050, hergestellt in den Jahren 1964 bis 1985. 2024
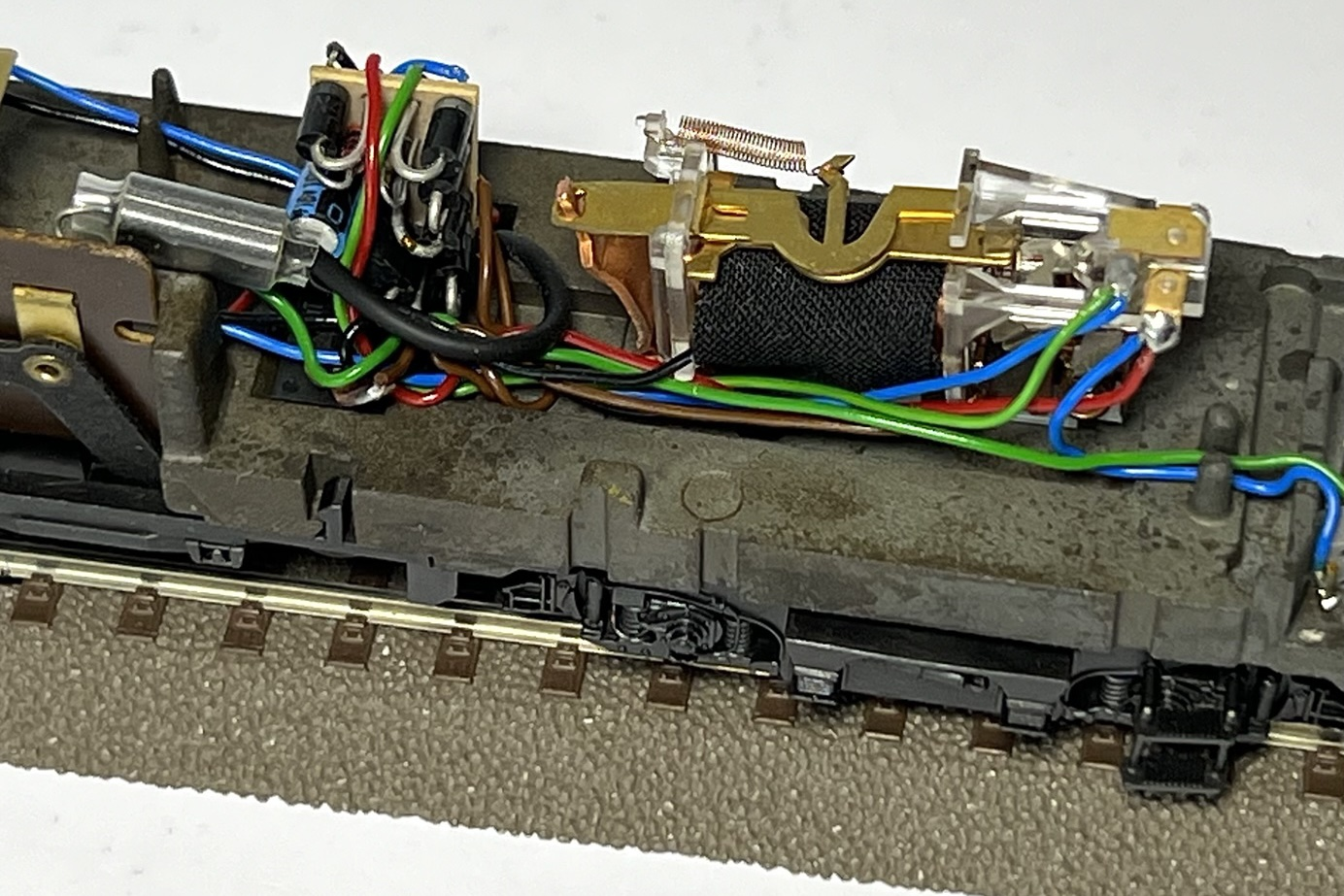
Fahrtrichtungsschalter mit Schaltwippe 407600 und Vorschaltelektronik 275320 in einer Märklin NS Serie 1600 3326, 2024

Als Vorteil des Systems gilt eine höhere Betriebssicherheit, da die Kontaktfläche zwischen Lokomotive und Schiene gegenüber dem Zweileiter-Gleissystem deutlich größer ist. Praktische Erfahrungen mit beiden Systemen, etwa im Großanlagenbetrieb im Miniatur-Wunderland in Hamburg, bestätigen diese Aussage jedoch nicht, dort besitzen alle Mittelleiter-Züge einen zweiten Schleifer unter dem ersten Wagen des Zuges. Die symmetrische Stromzuführung macht auch Gleisfiguren (z. B. Kehrschleifen) problemlos möglich, die bei Zweileiter-Gleissystemen aufgrund der asymmetrischen Stromzuführung nur mit speziellen Schaltungen machbar sind. Radsätze beim Zweileiter-Gleissystem sind ein- oder zweiseitig isoliert, während dies bei Märklin nicht nötig ist bzw. zur Auslösung von Schaltvorgängen auch nicht sein darf. Fahrzeuge sind dadurch auf dem jeweils anderen Schienensystem nur mit ausgetauschten Radsätzen einsetzbar – ein Service, den der Fachhändler beim Kauf eines neuen Wagens normalerweise kostenlos anbietet.
Neben den Unterschieden des elektrischen Systems unterscheidet sich auch die Rad-Schiene-Geometrie des Mittelleiter-Gleissystems leicht von dem des Zweileiter-Gleissystems. Die Räder stehen etwas weiter auseinander und die Spurkränze sind minimal größer (1,4 statt 1,2 mm). Beide Maße sind weit von Maßstäblichkeit entfernt, welche einen Spurkranz von 0,36 mm erfordern würde, verringern jedoch die Gefahr von Entgleisungen. Insbesondere schlecht konstruierte zweiachsige Wagen können in der Regel auf unsauber verlegten Gleisanlagen nicht mit niedrigen Spurkränzen fahren; sie zeigen wie auch steifere Triebfahrzeuge eine erhöhte Entgleisungsneigung. In Amerika sind niedrigere Spurkränze inzwischen die Norm, erleichtert wurde die Umstellung durch fast ausschließlich benutzte Drehgestellwagen mit mindestens vier Achsen und ohne Kurzkupplungskulissen.

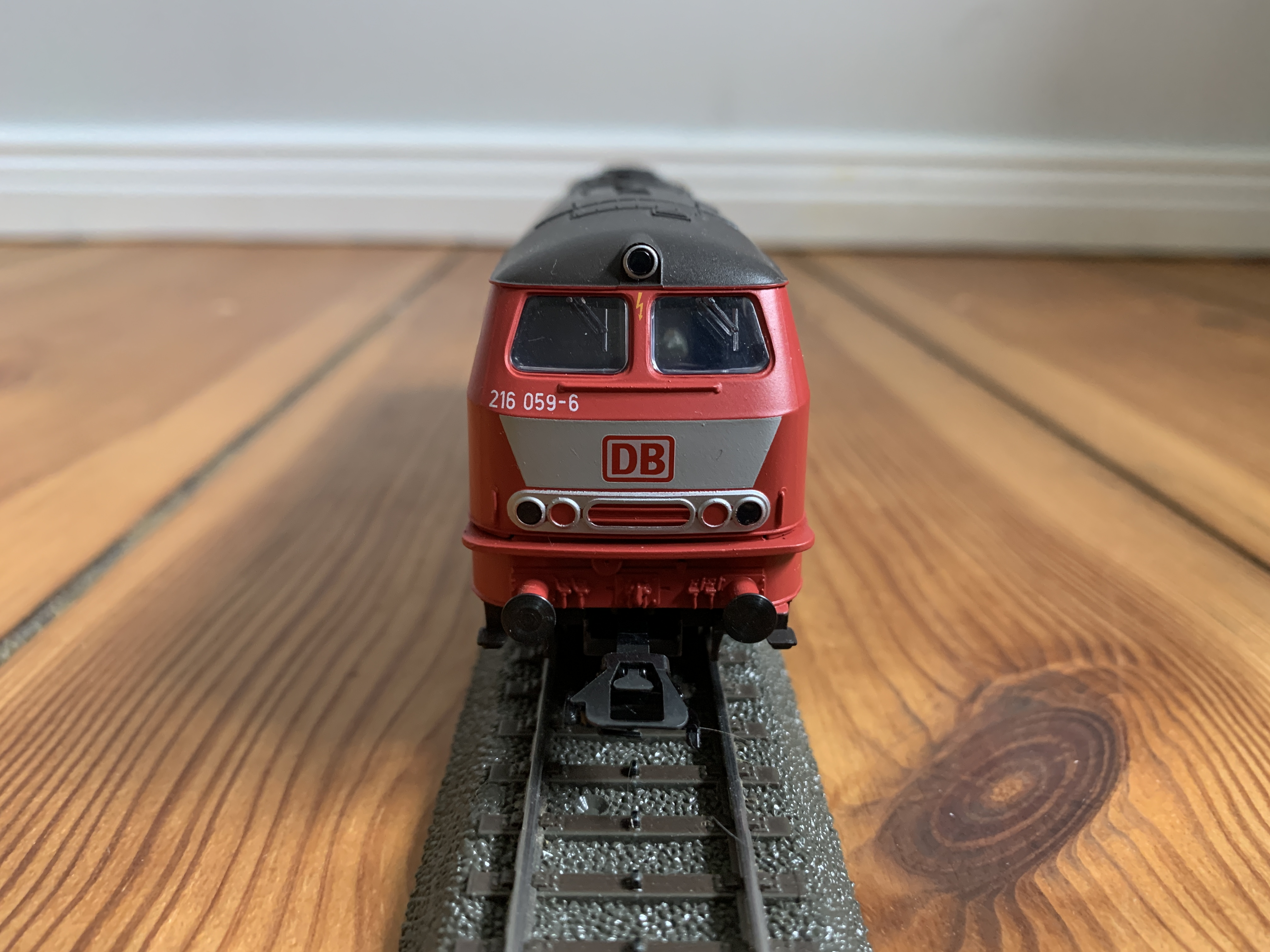
Mittelleiter-Gleissystem (C-Gleis) mit DB Baureihe 216
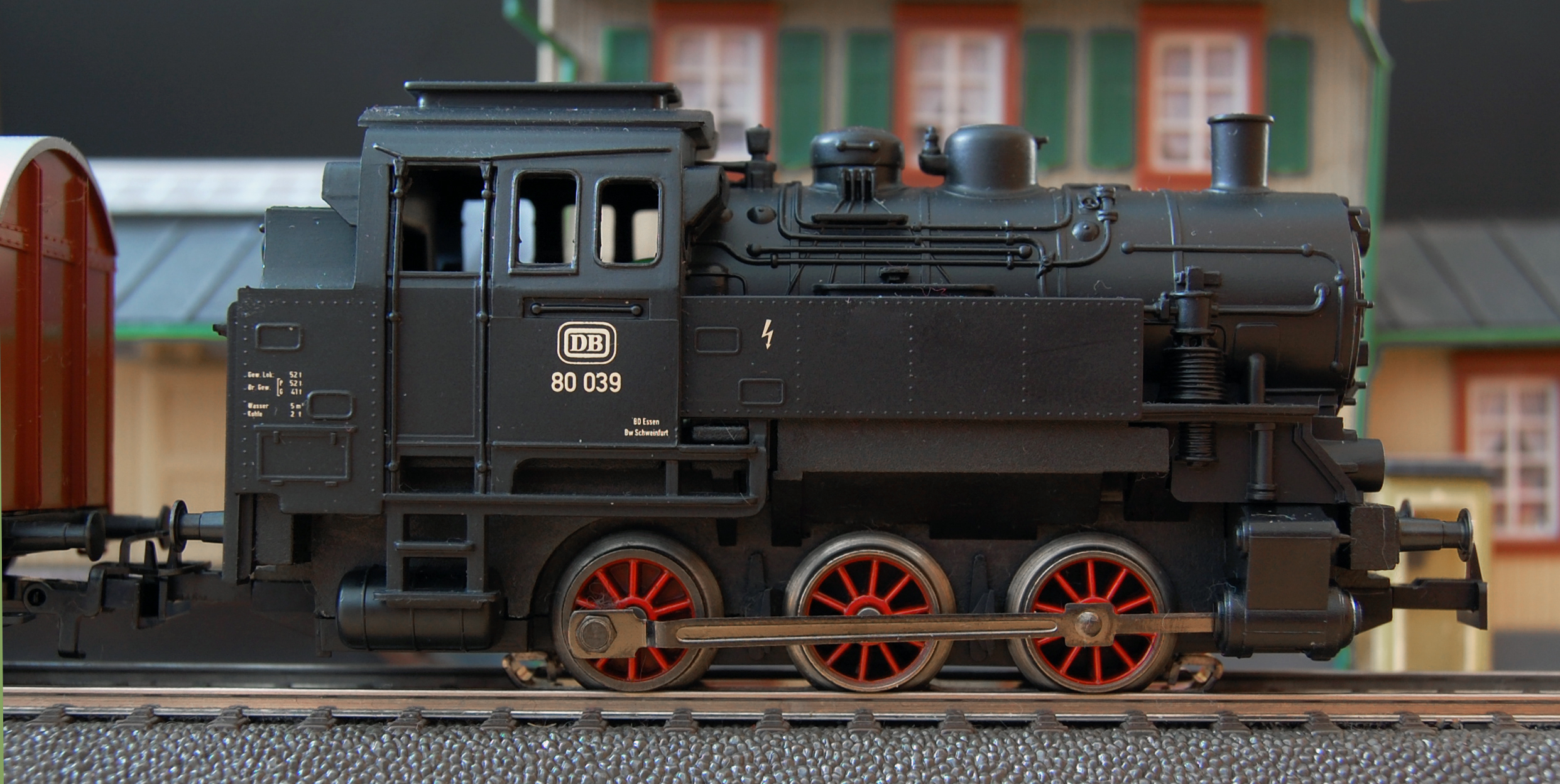
Lokmodell der Baureihe 80 aus einem Märklin-Startset, 2008
Märklin-Form-Hauptsignale H0 mit elektromagnetischem Doppelantrieb – für M-Gleis mit Punktkontakten ab 1953, 2021

Seit langem bieten die meisten Hersteller, die auf das H0-Zweileiter-Gleissystem setzen, auch Modelle für das Mittelleiter-Gleissystem an. Umgekehrt vertreibt Märklin nach der Einstellung der HAMO-Produktion seine Modelle über das Tochterunternehmen Trix auch im Zweileiter-Gleissystem.

#### Gleistypologie der Spur H0
Das M-Gleis (Metall-Gleis) prägte jahrzehntelang das Bild der Märklin Modelleisenbahn. Es besteht in der Urform von 1935 aus einem hellbraunen Böschungskörper aus Blech, auf den die Schienen als Vollprofile aufgesetzt sind. Um die Optik edler erscheinen zu lassen, bekam die Gleisbettoberfläche einen Lacküberzug. Der Mittelleiter war durchgehend ausgeführt. Die Produkte der Nachkriegszeit sind wegen des Materialmangels dieser Jahre im Aussehen etwas unterschiedlich. Ab 1952 wurden die Vollprofilschienen durch solche mit Hohlprofil abgelöst, ohne optisch einen Unterschied zu zeigen – in erster Linie, um die Gleise zu einem günstigeren Preis (0,75 DM gegenüber 1,25 DM für 1⁄1 Gleis) anbieten zu können.

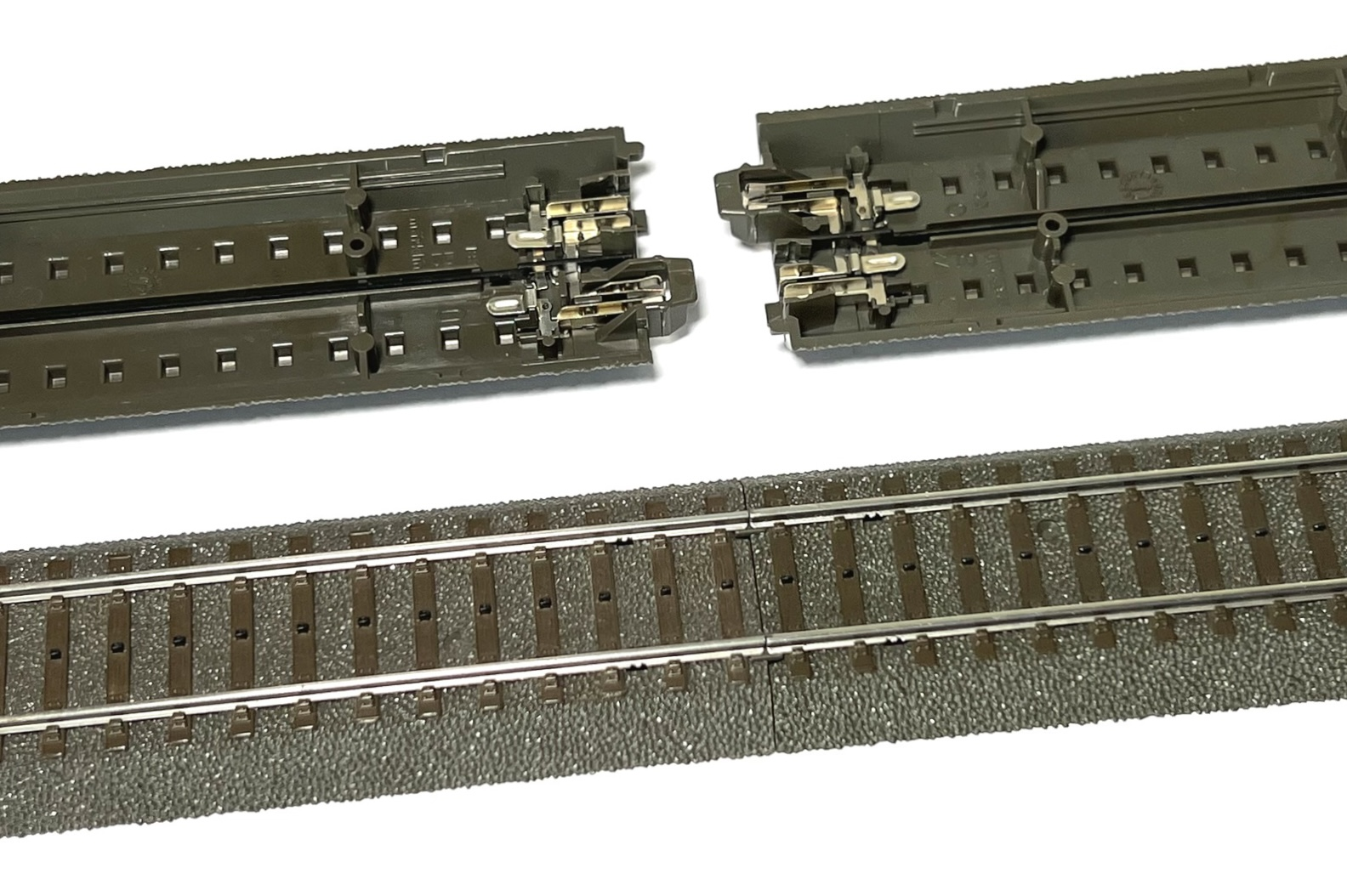
C-Gleis mit Punktkontakt, wie dies seit 1996 erhältlich ist, von vorne und hinten, 2024
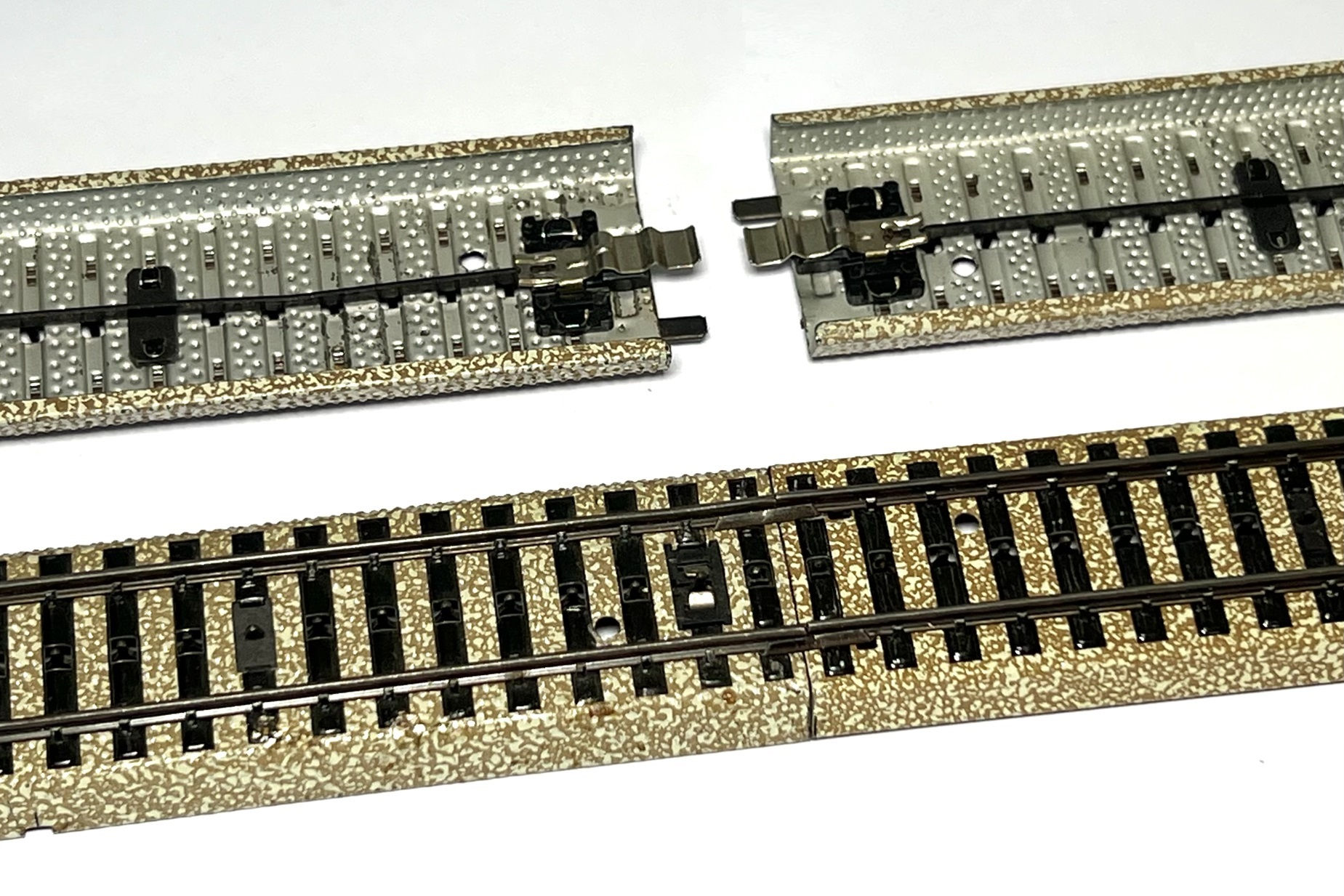
M-Gleis mit Punktkontakt aus den Jahren 1956–2001 von vorne und hinten, 2024
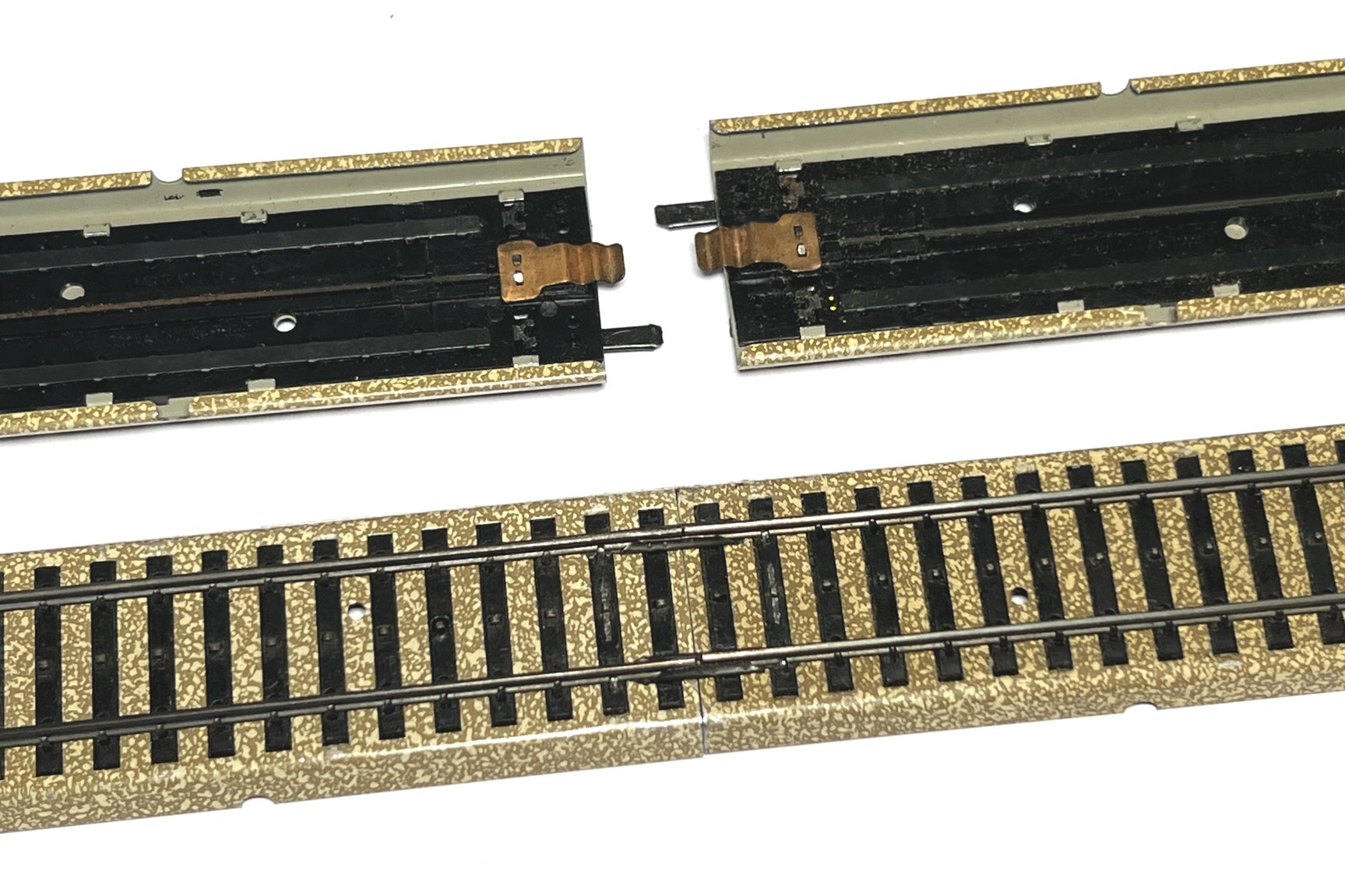
Modellgleis mit Punktkontakt aus den Jahren 1953–1957 von vorne und hinten, 2024
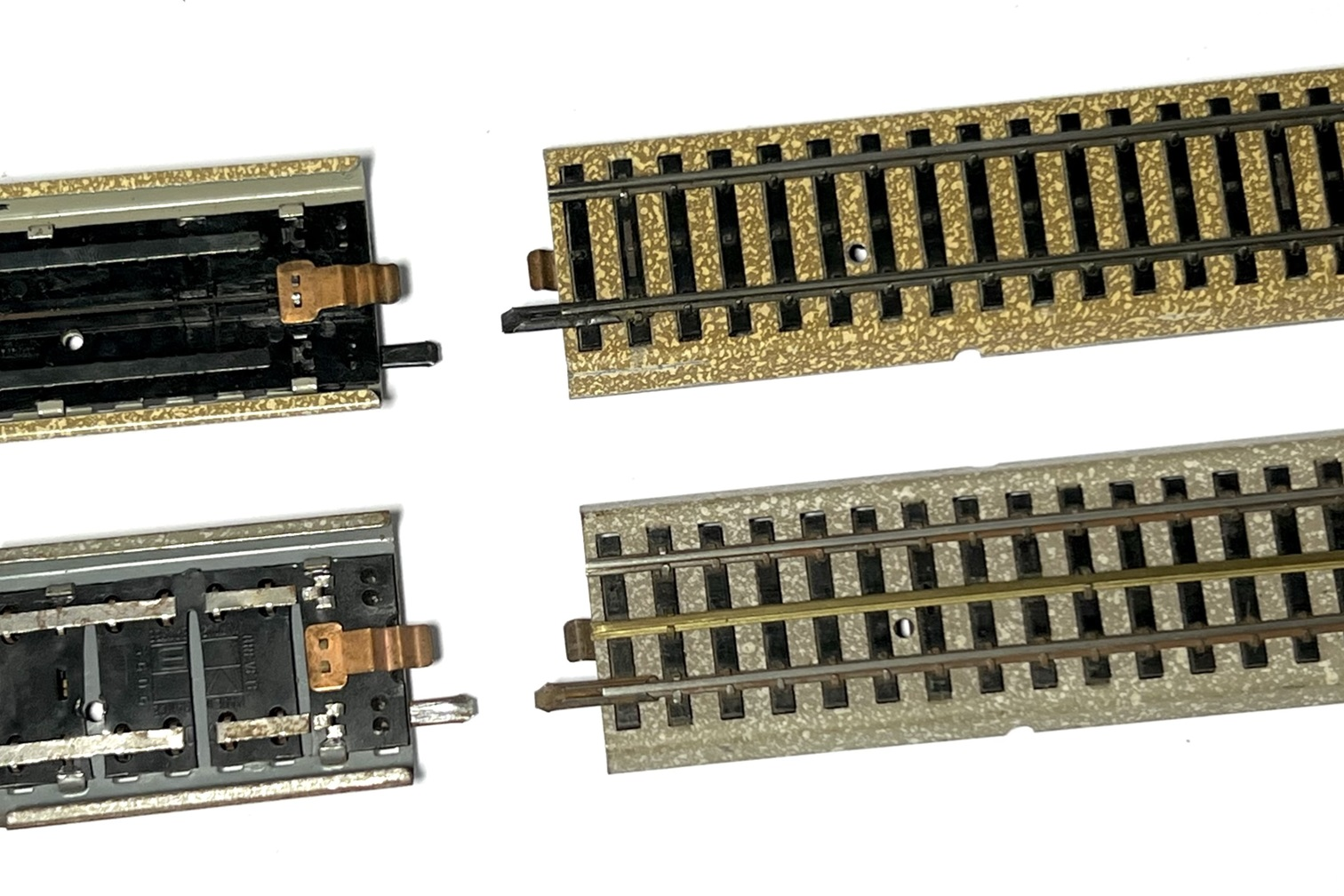
Vergleich Märklin Modellgleis 1953–1957, Lizenz VB hinten und VB Gleis 1945–1962 vorne, 2024
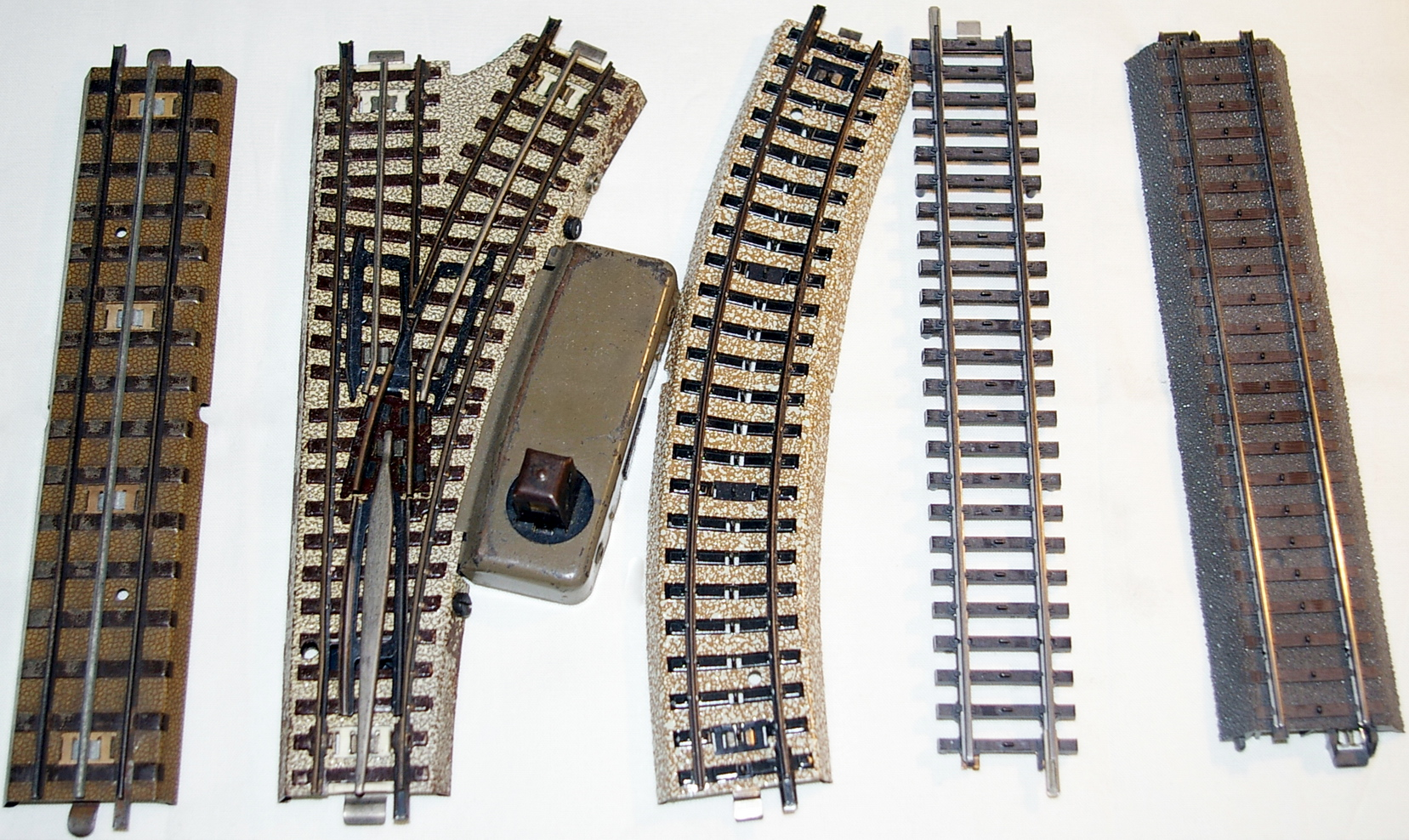
Einige Typen von Märklin-Gleisen; von links: M-Gleis (alt), M-Gleis (alt 1947–1956), M-Gleis (neu mit Punktkontakt 1956–2001), K-Gleis (seit 1969), C-Gleis (seit 1996), 2006

1953 wurde ein weitgehend mit dem Dreischienen-Dreileiter-Gleissystem des französischen Modelleisenbahnherstellers Vollon & Brun (VB) übereinstimmendes Modellgleissystem auf den Markt gebracht. Gegenüber dem von Vollon & Brun bereits 1945 auf den Markt gebrachten Geleise unterschied sich dies nur durch die erstmalig angebrachten Punktkontakte anstelle der in der Mitte angebrachten Schiene. Die Schwellen aus Kunststoff waren in den Böschungskörper aus Feinblech eingelegt, der Kamm der Punktkontakte wiederum in die Kunststoffschwellen eingedrückt. Das Modellgleis basierte auf einer von Vollon & Brun erteilten Lizenz und war mit dessen Modellgleis kompatibel. Dieses Modellgleis hatte, bedingt durch die aufwändige Fertigung, einen deutlich höheren Verkaufspreis. So kostete 1956 das 224 mm lange gerade Gleissstück 3900 D1⁄1 1,50 DM pro Stück gegenüber dem 180 mm langen geraden Gleissstück 3601 D1⁄1 mit Punktkontakten, das pro Stück 0,55 DM kostete, und dem 180 mm langen geraden Gleissstück 3600 D1⁄1 mit durchgehendem Mittelleiter, das pro Stück 0,60 DM kostete, weshalb es sich am Markt nicht durchsetzte und 1957 nur noch in reduziertem Programm angeboten wurde. 1958 erschien dann das Modellgleis nicht mehr im Katalog.
Stattdessen wurde das alte M-Gleis (nunmehr wieder als Dreischienen-Zweileiter-Gleis) ab 1956 durch die sogenannten Punktkontakte aufgewertet und jahrzehntelang mit nur kleinen Änderungen, wie Überarbeitungen an den Weichen, weiter produziert. Im Katalog von 1956 wurden noch alle drei M-Gleistypen parallel angeboten. Als Nachteil erwies sich die Rostanfälligkeit der stromführenden und beweglichen Teile, falls eine Modellanlage wechselnder Luftfeuchtigkeit ausgesetzt ist. 2000 wurde das M-Gleis aus dem Sortiment genommen.
Das ohne Bettung zur eigenen Einschotterung gefertigte K-Gleis (Kunststoff-Gleis) kam 1969 auf den Markt und brachte neben der verbesserten Optik flexibel verlegbare Gleise und verlängerte „schlanke“, vorbildgerechtere Modellbahnweichen. Die schlanken Weichen waren ursprünglich mit beweglichen Herzstücken ausgestattet, wie moderne Schnellfahrweichen des Vorbildes. Da der Mechanismus der beweglichen Herzstücke nicht auf Dauer zuverlässig arbeitete, wurde später auf feste Herzstücke umgestellt. Nachdem in den ersten Jahren für die Schienen noch Hohlprofile wie beim M-Gleis Verwendung gefunden hatten, erfolgte ab 1982 die Umstellung auf höherwertiges Vollprofil aus rostfreiem Stahl, was eine erhöhte Betriebssicherheit brachte.
Das C-Gleis wird seit 1996 als M-Gleis-Nachfolger angeboten. Das mit Bettung im Wesentlichen in anthrazitfarbenem Kunststoff gefertigte C-Gleis verbindet hohe Betriebssicherheit (u. a. Trittfestigkeit) mit einfach zu handhabender und betriebssicherer „Click“-Verbindung (daher der Name). Zudem ist es einfach wieder zu trennen, weshalb es auch sehr gut für Teppichbahnen geeignet ist. Das C-Gleis wurde aus dem sogenannten Gleis 2000 der erfolglosen Alpha-Kinderproduktlinie (von 1988 bis 1996) weiterentwickelt.
Diese C-Gleise wurden von 2011 bis 2013 auch im Rahmen des My-World-Sortiments den kindgerechten Startpackungen mit Batteriezügen beigelegt. 2014 wurde diese My-World-Produktreihe aufgeteilt. Die Batteriezüge sind weiterhin als My World erhältlich, die bis dahin mit unter My World vertriebenen einsteigerorientierten Artikel haben seit 2014 den Namen Start Up. Im Rahmen dieser Aufteilung wird den ab 2014 verkauften My-World-Packungen ein neues Gleissystem aus Kunststoff beigelegt, das für die stromführende Modellbahn nicht geeignet ist.
Damit unterschiedliche Gleissysteme miteinander kombiniert werden können, gibt es bis heute Übergangsgleise von einem auf das andere Gleissystem zu kaufen – die verschiedenen Varianten des Metallgleises sind dabei untereinander kompatibel.

#### Hobby-Programm
Um auch Modellbahneinsteiger und weniger kaufkräftige Kunden zu bedienen, setzte Märklin von 1991 bis 2005 auf ein „HOBBY“ (Eigenschreibweise) genanntes Produktprogramm. Nachdem jahrelang hauptsächlich Auslaufmodelle im Hobby-Programm weiter angeboten wurden, stellte Märklin im Jahr 2004 mit dem Modell der Baureihe 185 erstmals eine vollständig neu konstruierte, relativ preiswerte Lokomotive für dieses Sortiment vor. Schon 2005 wurde das Programm offiziell wieder eingestellt mit der Begründung, dass alle Märklin-Artikel „mit den Märklin-typischen Merkmalen der Betriebssicherheit, Dauerhaftigkeit und des Werterhalts“ ausgestattet würden – Hobby-Modelle sind jedoch weiterhin im Programm. Es werden auch – wie inzwischen von diversen Anbietern – neue Lokmodelle im unteren Preissegment neu entwickelt. Es wurden im Hobby-Segment Lokmodelle der Baureihen 24, 74, 89.0, 146.1, 185.2 und 232 angeboten. Seit Anfang 2011 werden die Märklin-Hobby-Produkte unter der Produktlinie „Märklin my World“ vermarktet, zusammen mit einigen (günstigen) Modell-Bausätzen. Allerdings wurden dabei die Preise für die Märklin-Hobby-Loks der TRAXX-Lokfamilie als einzige des gesamten Märklin-Sortiments stark erhöht. Seit Anfang 2014 ist die Produktlinie „Märklin my World“ zur Plastikschienen-Batteriebetriebene-Züge-Linie umgewandelt worden. Die Märklin-Wechselstrom-Hobby-Produkte werden jetzt unter der Produktlinie „Märklin Start-Up“ vermarktet.

#### Millenniumslok, Schweizer Krokodil Lokomotive aus Platin
Zum Jahrtausendwechsel stellte Märklin ein außergewöhnliches und für Modelleisenbahner einmaliges Modell des Krokodils vor: Die Millenniumslok in Spur H0. Das Gehäuse ist jeweils ein aus ca. 475 Gramm Platin gefertigtes Unikat, versehen mit einzeln eingesetzten Rubinen als Rangierlichtern an den beiden Vorbauten, Führerstandsfenstern aus Echtverglasung, Rädern aus Edelstahl, Gestänge aus Titan, Isolatoren aus Keramik, vergoldeten Kontakten und Leiterbahnen sowie mit Ruthenium veredelten Fahrgestellblöcken. Die Fertigung der Platinbauteile wurde mittels sogenannter verlorenen Formen, wie beim Glockenbau, durchgeführt. Somit ist jedes dieser Einzelbauteile ein Unikat mit der in jedes Teil eingegossenen Fertigungsnummer. Mit jedem Modell wurde eine Präsentationsvitrine mit einem Granitsockel mitgeliefert, die Auslieferung erfolgte zudem in einer abschließbaren Holzschatulle mit einem auf den Käufer ausgestellten Echtheitszertifikat. Jedes Gehäuseteil aus Platin erhielt, wie bereits beschrieben, die individuelle Kennzeichnung der Fertigungsnummer, ebenfalls um die Echtheit eines Modells zu garantieren. Die Sonderauflage wurde nur im Jahr 2000 gefertigt und konnte nur namentlich über einen Fachhändler bestellt werden. Insgesamt wurden mindestens 119 Exemplare hergestellt, wobei auch mindestens eines bei Märklin (im Museum) verblieben ist.
Des Weiteren musste die Bestellung mit einer Anzahlung von 18.000 DM auf ein Treuhandkonto bestätigt werden. Der Endpreis richtete sich nach dem Tagespreis für Platin. Märklin hatte bei der Ankündigung pro Modell einen Endpreis von 63.500 DM veranschlagt, welcher dann auf Grund des zum Auslieferzeitpunkt rasant steigenden Platinpreises auf über 90.000 DM ansteigen konnte. Die Auslieferung erfolgte in der Reihenfolge des Bestelleingangs. Wer bei der Abholung nicht selbst in Erscheinung treten wollte, konnte „seinen“ Händler in Vertretung entsenden.

### Nenngröße N
Ende der 1960er Jahre hatte Märklin an einer eigenen Modelleisenbahn in der Nenngröße N gearbeitet, die Planungen jedoch zugunsten der noch kleineren Spur Z wieder aufgegeben. Es blieb bei einigen Handmustern, in Serie gingen diese Modelle nie.
Das Unternehmen kam jedoch 1997, mit der Übernahme der Firma Trix, zu einem größeren Sortiment der Nenngröße N. Trix bietet die Modelleisenbahn der Spur N unter dem Markennamen MINITRIX an.

### Nenngröße Z
Das Unternehmen führte mit der im Maßstab 1:220 ausgeführten Spur Z im Jahr 1972 die kleinste in Serie produzierte Modelleisenbahn unter dem Markennamen mini-club ein. Im Jahre 2007 wurde dieser Rekord jedoch durch den japanischen Hersteller KK Eishindo mit der Spur T im Maßstab 1:450 gebrochen, der nach anfänglichem Fokus auf japanische Vorbilder auch europäische Modelle, wie z. B. den ICE 3, fertigt.

## Produktionsstandorte
Produziert wird von Märklin aktuell in Göppingen (Stammwerk) sowie im ungarischen Győr (Stand: Dezember 2016).
Die Wagenproduktion, bei der in Schwäbisch Gmünd zeitweilig 200 Menschen beschäftigt waren, verlagerte Märklin zunächst in ein 1991 übernommenes Gelände in Sonneberg.
Dieses Werk wurde 2007 ebenfalls geschlossen und die Produktion nach Győr verlagert. Anlässlich der Betriebsversammlung vom 18. März 2009 gab der Insolvenzverwalter Michael Pluta bekannt, dass die Außenstelle von Märklin, der Produktionsstandort Nürnberg, als Teil des Sanierungskonzeptes der angeschlagenen Firma Märklin ebenfalls geschlossen werde, was im August 2009 umgesetzt wurde. Auch in diesem Fall wurde die Produktion nach Győr verlagert. Dort werden aktuell die Spur-1-Produkte, seit 2008 auch die Lehmann-Groß-Bahn (LGB) und seit 2009 auch teilweise die Wagen für die Nenngröße H0 (vormals Werk Sonneberg) und alle Trix-Produkte (vormals Werk Nürnberg) produziert.
Über die eigene Produktion hinaus bezieht Märklin auch Ware von Zulieferern. Dies führte 2010 zu Schlagzeilen, als der chinesische Zulieferer Sanda Kan Märklin die Verträge kündigte. Sanda Kan soll alleine für 25 % der Märklin-Produktion verantwortlich gewesen sein. Dieses „Produktionsloch“ (Handelsblatt) wurde durch Verlagerung von Produktion ins eigene Werk nach Győr und durch andere chinesische Produzenten ausgeglichen. Im Konzernlagebericht 2012, erstellt zum 13. Mai 2013 und auf bundesanzeiger.de am 31. Juli 2014 veröffentlicht, kündigte Märklin an: „Mittelfristig sollen weitere Produktionslinien aus China zurück nach Europa geführt werden.“ Ebendort heißt es auch: „Die Entwicklung der Arbeitskosten in China wird kritisch verfolgt. So wurde auch im Geschäftsjahr 2012 die Zusammenarbeit mit weiteren Zulieferern in China eingeschränkt.“ Die Verlagerung der Produktion aus China nach Europa führte teilweise zu Lieferverzögerungen, da Formen beschädigt, korrodiert oder unvollständig aus China übergeben wurden.

## Digitale Steuerungen

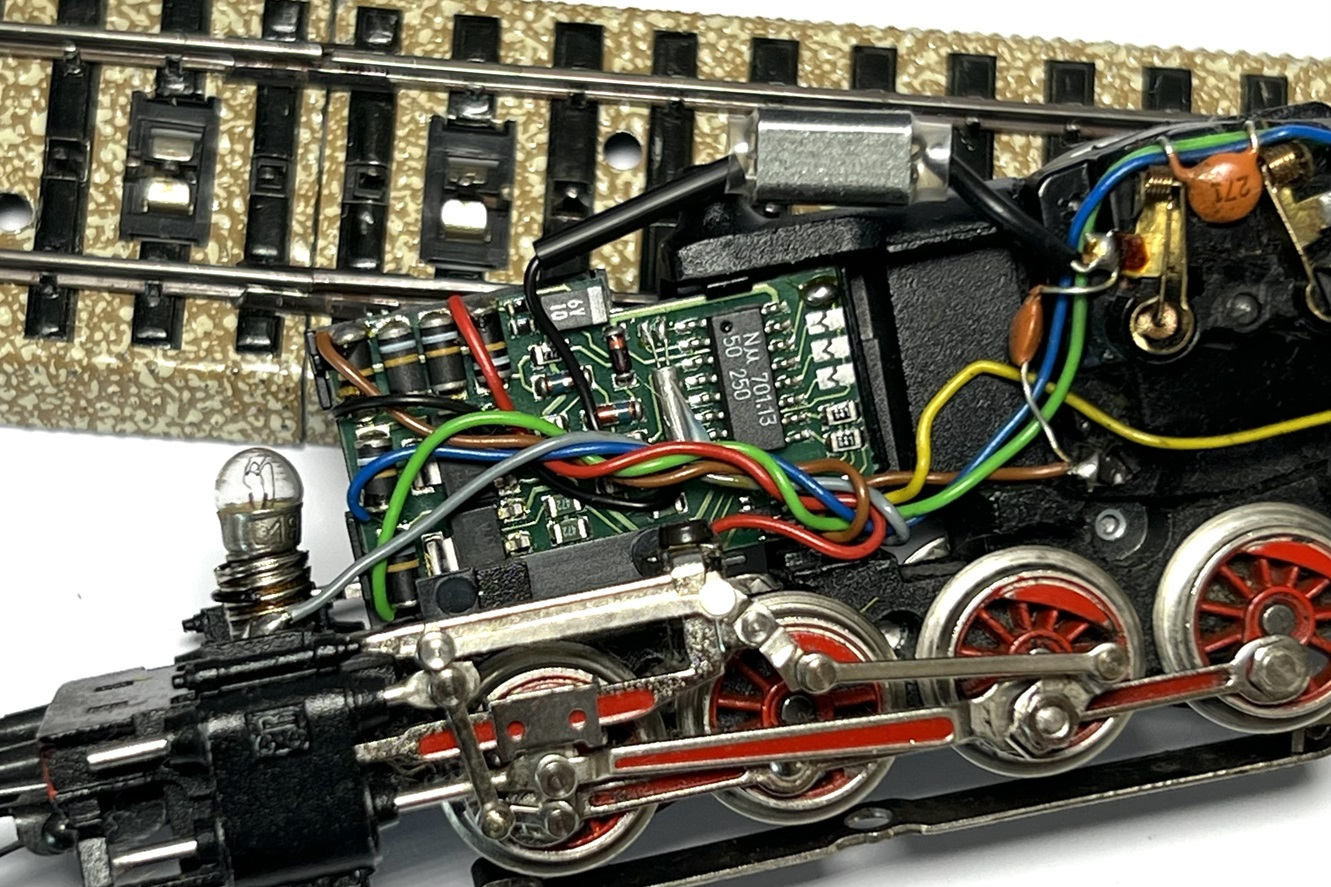
Märklin Delta-System Decoder mit Zusatzfunktion (Märklin-Artikel 6603), erste Generation mit Chip 701.13 und 15 Adressen

### Märklin Digital
Das Unternehmen führte 1984 als einer der ersten Modellbahn-Hersteller ein Digitalsystem ein, das Märklin-Digitalsystem (Motorola-Format), mit dem bis zu 80 Lokomotiven unabhängig voneinander gesteuert werden können, dabei wird jeder Lokomotive eine spezifische Adresse zugewiesen. Das System wurde im Laufe der Jahre weiter verbessert, so dass am Ende bis zu fünf Zusatzfunktionen pro Lok geschaltet werden konnten.
Ein von Märklin für Hamo kurz nach Einführung des Wechselstrom-Digitalsystems zusätzlich angebotenes Digitalsystem für das H0-Zweileiter-System wurde trotz besserer technischer Eigenschaften aufgrund mangelnden Erfolges nach wenigen Jahren vom Markt genommen. Die Decoder dieses „Märklin Digital =“ genannten Systems lassen sich auch mit aktuellen DCC-Systemen verwenden.
Ab 1992 wurde das Märklin-Delta-System als kostengünstiges, aufwärtskompatibles Mehrzugsystem für bis zu vier, später fünf Fahrzeuge für Einsteiger angeboten. Es war eine abgespeckte Version des Märklin-Digital-Systems, steuerungsseitig mit maximal fünf gleichzeitig steuerbaren Fahrzeugen und jeweils nur einer Lokfunktion. Mit Delta ausgerüstete Lokomotiven sind jedoch ebenso im großen Digitalsystem fahrbar, hierbei stehen mit dem Delta-Decoder 15 verschiedene Adressen zur Verfügung.
Mit dem Aufkommen von „Märklin Systems“ wurde die Herstellung dieser Systeme eingestellt.

### Märklin Systems
Seit dem Jahr 2004 gibt es Märklin Systems, das mit dem bisherigen Märklin-Digital-System kompatibel ist. Das System hat als Neuerung u. a. eine begrenzte Bidirektionalität: Loks mit dem „systems“-eigenen, sogenannten „mfx“-Decoder melden sich automatisch bei der Steuereinheit an. Die Fahrgeräte haben eine Anzeige, in der die Loks mit Namen bezeichnet werden. Die neuen Decoder bieten statt maximal fünf nun bis zu neun (später 16) schaltbare Funktionen; die Anzahl der Geschwindigkeitsstufen wurde von 14 auf 128 erweitert, die der Lokadressen von 80 auf über 16.000.
Mit sinngemäßen, auf derselben Architektur aufgebauten Systemkomponenten, jedoch nach dem DCC-Standard statt des Motorola-Formates, wurde bei der Firma Trix im Jahr 2005 Selectrix durch „Trix System“ abgelöst. Damit hat Märklin mit dem DCC-Standard im H0-Zweileiter-System Fuß gefasst.
So wie das Märklin-Digitalsystem mit dem Begriff „Motorola“ in Verbindung gebracht wird, wird das „Trix System“ mit dem DCC-Standard (und dem Unternehmen Lenz Elektronik) in Verbindung gebracht. Der DCC-Standard ist zudem in international gültigen Normen der National Model Railroad Association (NMRA) und den Normen Europäischer Modellbahnen (NEM) festgelegt.

## Markennamen
Für einige Märkte verwendet der Märklin-Konzern eigene Markennamen. Dabei handelt es sich teilweise um ehemals eigenständige Unternehmen, teilweise um extra hierfür kreierte Namen.

### Alpha
Im Jahr 1988 brachte das Unternehmen die Alpha-Spielbahn auf den Markt. Diese wurde mit dem neu entwickelten „Gleis 2000“ (Spurweite 16,5 mm entsprechend Nenngröße H0) ausgeliefert, welches einen Vorläufer des späteren C-Gleissystems darstellte. Die Alpha-Bahn wurde in Zusammenarbeit mit Kindern als „Abenteuerbahn“ konzipiert. Für die Bahn gab es die Alpha-Lok, eine Phantasie-Stromliniendampflokomotive mit Tender, sowie Niederbordwagen, auf welchen mittels Magneten verschiedene exakt passende Module wie Kran, Bus/Passagierkabine, Hovercraftcontainer, Power-Unit usw. montiert werden konnten. Darüber hinaus gab es weitere Modelle wie einen Truck, einen Expeditionsrover oder ein Raumschiff, wobei der Truckanhänger oder das Raumschiff ebenfalls die genannten Module aufnehmen konnten. Geliefert wurden die Sets inklusive Comic-Hintergrund-Spielkulissen zum Aufstellen mit Dschungel- oder Wüstendarstellung. Die Verpackungen waren multifunktional gestaltet. Sie waren robust als Transportkoffer ausgeführt, so dass das komplette Material darin Platz finden konnte. Zudem ließen sich die Verpackungen zum Spielen mit der Bahn verwenden. Die Transportkoffer dienten als Gebäude, Bahnhof, Tunnel oder Lokschuppen, Gleispackungen ließen sich als Brücke verwenden. Held der Alpha-Welt war der so genannte Alpha-Erfinder, eine Figur, die einigen Produkten beilag.
Der Alpha-Welt war von Anfang an kein großer Erfolg beschieden. Bereits im Jahr 1989 wurden einige als Neuheit angekündigte Produkte (Hovercraft) zunächst zurückgestellt und erschienen letztlich gar nicht. Auch weitere Aktionen wie der Namenswettbewerb für die Erfinderfigur blieben ohne Ergebnis und der Erfinder ohne Namen. Im Jahr 1995 wurde die Produktlinie zum letzten Mal angeboten. Einzelne Expeditionsrover und Trucks aus der früheren Alpha-Reihe wurden noch bis zur Jahrtausendwende im Märklin-Museum unter dem Label GAMA verkauft.

### ANTEX
Unter dem Markennamen „ANTEX“ verkaufte Märklin von 1964 bis 1968 in den Niederlanden und in Belgien Zugpackungen. Die Packungen enthielten neben einem Fahrgerät und einem Gleisoval eine Tenderlok (Basis Märklin 3029 bzw. Primex 3020) in Einfach-Ausführung sowie zwei Rungenwagen. Kunden konnten ihre ANTEX-Bahn bedarfsweise mit Märklin-Produkten ausbauen.

### Primex

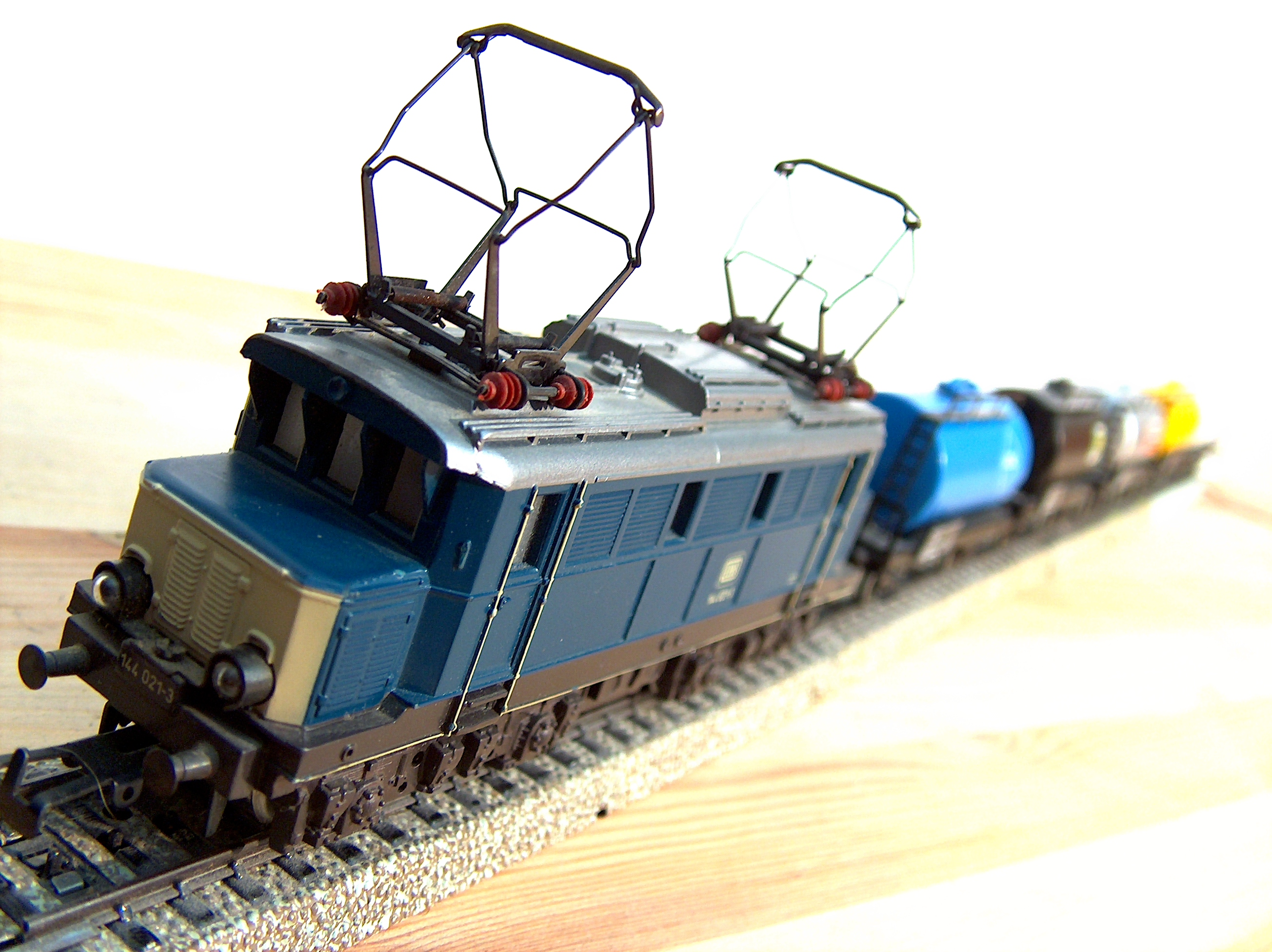
Märklin Primex Jubiläumszug 1989 Artikel-Nr. 2702

Von 1969 bis 1992 verkaufte das Unternehmen unter der Marke „Primex“ vereinfachte, jedoch kompatible Modellbahnprodukte für das Kundensegment der Modellbahneinsteiger. Auffallend war die orangefarbene Primex-Verpackung mit weißem Aufdruck. Vornehmlich wurden die Primex-Produkte in Supermärkten und Kaufhäusern vertrieben. Abgestimmt auf diese Vertriebsschiene, wurde Primex als Vollsortiment mit Gleismaterial, Fahrgeräten und einer großen Palette an Zubehörteilen wie Gebäuden, Figuren, Straßenfahrzeugen sowie Material zur Landschaftsgestaltung angeboten. Das Zubehörmaterial wurde zum großen Teil von Firmen wie dem dänischen Hersteller Heljan zugekauft. Das Gleismaterial entsprach dem M-Gleis von Märklin, jedoch farblich vereinfacht und in der Auswahl eingeschränkt. Als weitere Sortimentsergänzung wurden zeitweise (um 1980) Holzspielzeuge vertrieben.
Die unter dem Namen Primex angebotenen Modelle wurden später dem sonst üblichen Märklin-Standard angeglichen. Am Ende wurden sogar weitgehend oder teilweise neu konstruierte Lokomotiven und Triebwagen vorgestellt. Bis heute ist der Markenname durch Märklin geschützt. Die letzten unter diesem Markennamen veröffentlichten Modelle waren
- eine Dampflok 023 033-4 der DB – eine Replik der 1954 erschienenen Lok 23 014 (Artikel-Nr. DA 800 bzw. 3005), allerdings mit modernerem Innenleben (Delta-Modul anstelle des elektromechanischen Umschaltrelais) – die im Jahr 2000 zur Aufrechterhaltung der Markenrechte und anlässlich des Jubiläums dieser Dampflok wieder aufgelegt wurde.
- eine Elektrolokomotive Baureihe E 44 der Deutschen Bundesbahn, sowie ein dazu passendes Schnellzugwagen-Set „Tin Plate“, als „Wiederauflage eines Märklin-Klassikers“ der 1970er Jahre. Sie wurden als einmalige Serie zum Jubiläum „50 Jahre Primex 1969–2019“[50][51] angeboten.

### MAXI
Ab 1994 versuchte man, das Spur-1-Profisortiment mit der Marke „Märklin-Maxi“ um eine Spielzeugeisenbahn aus Metall zu ergänzen. Die Modelle waren einfacher und robuster als die anderen Spur 1-Modelle und sollten mit hohem Spielwert und Gartentauglichkeit Kinder als Zielgruppe ansprechen und damit auch der LGB-Gartenbahn Konkurrenz machen, waren im Unterschied zu den LGB-Fahrzeugen aber nicht wetterfest. Nachdem das Maxi-Sortiment schon in den Jahren nach 1999 erheblich reduziert worden war, wird die Marke „Märklin-Maxi“ seit 2005 nicht mehr gepflegt, obwohl einige Modelle noch angeboten werden.

### MINEX

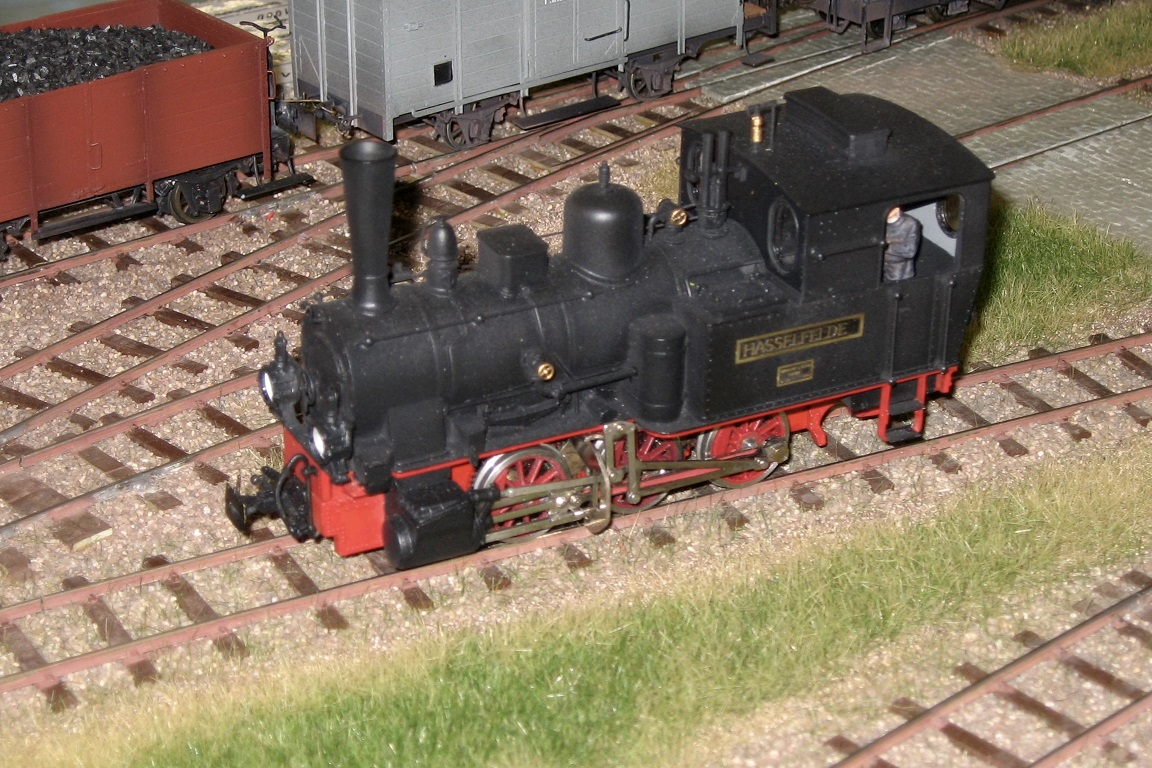
Schwarze Spur 0e Märklin MINEX Dampflokomotive, umgebaut für den Zweischienen-Zweileiter-Digitalbetrieb, an einem FREMO Treff in Stromberg, 2012

Eine kurzlebige, bei vielen Modelleisenbahner weniger bekannte Marke von Märklin ist MINEX. Von 1970 bis 1972 wurde unter dieser Marke eine Schmalspurbahn für die Spur 0e im Maßstab 1:45 angeboten, die auf dem vorhandenen Zweischienen-Mittelleiter-Gleissystem Spur H0 Gleismaterial fährt. Der Name leitet sich von einem Vorkriegs-Metallbaukasten mit Aluminium-Elementen der Firma Märklin ab, er wurde außerdem 1976 für eine Variante des Baukastensystems Märklin-plus verwendet. Eher als Spielzeugeisenbahn ausgelegt, wurde diese Bahn kein Verkaufserfolg, was neben der eher weniger bekannten Spur 0e auch an den verhältnismäßig hohen Preisen, die nur geringfügig unter denen der damals neuen Spur 1 Modelleisenbahn-Produkten aus dem Hause Märklin angesiedelt waren gelegen haben dürfte.
Bei den Schmalspurbahn-Modelleisenbahnern der Nenngröße 0 wie auch den Märklin Modelleisenbahnern sind die MINEX Produkte hingegen sehr wohl bekannt und geschätzt und langlebig. Von einigen Modelleisenbahnern wurde die Dampflokomotive, deren Vorbild eine Cn2t-Dampflokomotive der meterspurigen Bahnstrecke Amstetten–Laichingen der Württembergische Eisenbahn-Gesellschaft (WEG) war, immer wieder zu Umbauten auf das Zweischienen-Zweileiter-Gleissystem verwendet.
Dasselbe gilt für die Diesellokomotive nach dem Vorbild der Diesellokomotive V 22-03 der schmalspurigen Jagsttalbahn (Bahnstrecke Möckmühl–Dörzbach). Bei den Märklin Modelleisenbahnsammlern sind die MINEX-Modelle deswegen beliebt, da es sich um ein in einem kleinen Zeitraum hergestelltes, kleines und relativ übersichtliches Programm handelt, das schon von der gewissen Fahrzeuggröße her gesehen, schon von einem einzelnen Stück her etwas repräsentiert.

### HAMO
Der Markenname „Hamo“ stammte von einer bis 1963 eigenständigen Firma aus Nürnberg, die von Märklin aufgekauft wurde. 1966 präsentierte Märklin unter dem Namen HAMO die ersten Zweileiter-Gleichstrom-Lokmodelle mit Radsätzen und Stromabnahmen für den Gleichstrombetrieb. Die Abwandlung der Modelle war dabei so gering wie technisch möglich, was einen Umbau in eine Wechselstromlok erleichtert, den Modellen bei Gleichstrom-Bahnern aber zu einem schlechten Ruf verholfen hat – insbesondere dienen oft (zu) wenige Räder der Stromabnahme. Mitte der 1990er Jahre wurde unter den Zweileiter-Gleichstrom-Systemen ein eigenes HAMO-Digitalsystem eingeführt, das über mehr Fahrstufen verfügte und damit sogar leistungsfähiger war als das Wechselstrom-Digital-System (Motorola-Format). Seit dem Zukauf von Trix 1997 wird der Markenname HAMO jedoch nicht mehr genutzt, das HAMO-„Gleichstrom-Digitalsystem“ (das auch ein gepulstes Wechselstromsystem war, jedoch mit anderem Datenformat und das als DCC genormt wurde) wurde nicht mehr weiterentwickelt und die HAMO-Komponenten nach der Entscheidung zum HAMO-Stopp dann sehr günstig abverkauft.

### TRIX
Am 1. Januar 1997 wurde Trix aus Nürnberg mit Modellbahn-Sortimenten in den Nenngrößen H0 und N sowie mit dem Trix-Metallbaukasten übernommen. Vorausgegangen war über mehrere Jahre hinweg eine Kooperation, bei der Produkte in der H0-Spur gemeinsam entwickelt wurden.
Kurz darauf wurde die Produktion des Metallbaukastens eingestellt, so dass heute nur noch die Segmente Trix H0 und Minitrix (Spur N) weitergeführt werden. Ersteres zunächst ergänzt durch Gleichstromversionen von Märklin-Modellen mit den schon von Hamo bekannten Schwächen. Inzwischen sind viele der Verbesserungen auch andersherum in die Wechselstrom-Modelle eingeflossen. Trix H0 wurde ab 2004 durch eine Variante des C-Gleises für Zweileiter-Gleichstrom zu einem Vollsortiment ausgebaut. Nach anfänglichem Entwicklungsstopp der Trix-Express-Produkte kommen in den letzten Jahren auch wieder vermehrt Modelle für dieses System auf den Markt. Die Produktion von passendem Gleismaterial ist jedoch weiterhin eingestellt.
Märklin vermarktet unter der Marke Trix H0 auch seine Modelle nach US-amerikanischen Vorbildern in Zweileiter-Gleichstromtechnik. Um die Kompatibilität mit Produkten der US-Modellbahnindustrie zu gewährleisten, sind die USA-Modelle auch in Versionen mit dort üblichen Radsätzen (RP25) und Kupplungen (Kadee) erhältlich.

### LGB
Der Gartenbahn-Anbieter LGB wurde nach dessen Insolvenz im Jahr 2007 von Märklin übernommen. Dabei wurde die LGB-Produktion, die sich in der Saganer Straße in Nürnberg befand, nach Győr in Ungarn verlagert. Marketing, Vertrieb, Entwicklung, Leitung Formenbau, Kundenbetreuung, Anlagenbau, LGB-Club, Aboverwaltung der LGB Depesche sowie der LGB-Kundendienst fanden zunächst in der Witschelstraße in Nürnberg zusammen mit dem zweiten Nürnberger Traditionsunternehmen Trix ihren Platz. Diese Produktionsstätte wurde allerdings im Jahr 2009 aufgrund der Märklin-Insolvenz geschlossen. Heute befindet sich der LGB-Kundendienst im Stammwerk in Göppingen. Die Produktion läuft in Ungarn weiter.

### Hübner
Hübner Feinwerktechnik, ein Anbieter in Baugröße 1, mit dem Märklin schon zuvor teilweise zusammengearbeitet hat, wurde 2007 übernommen.

### My World

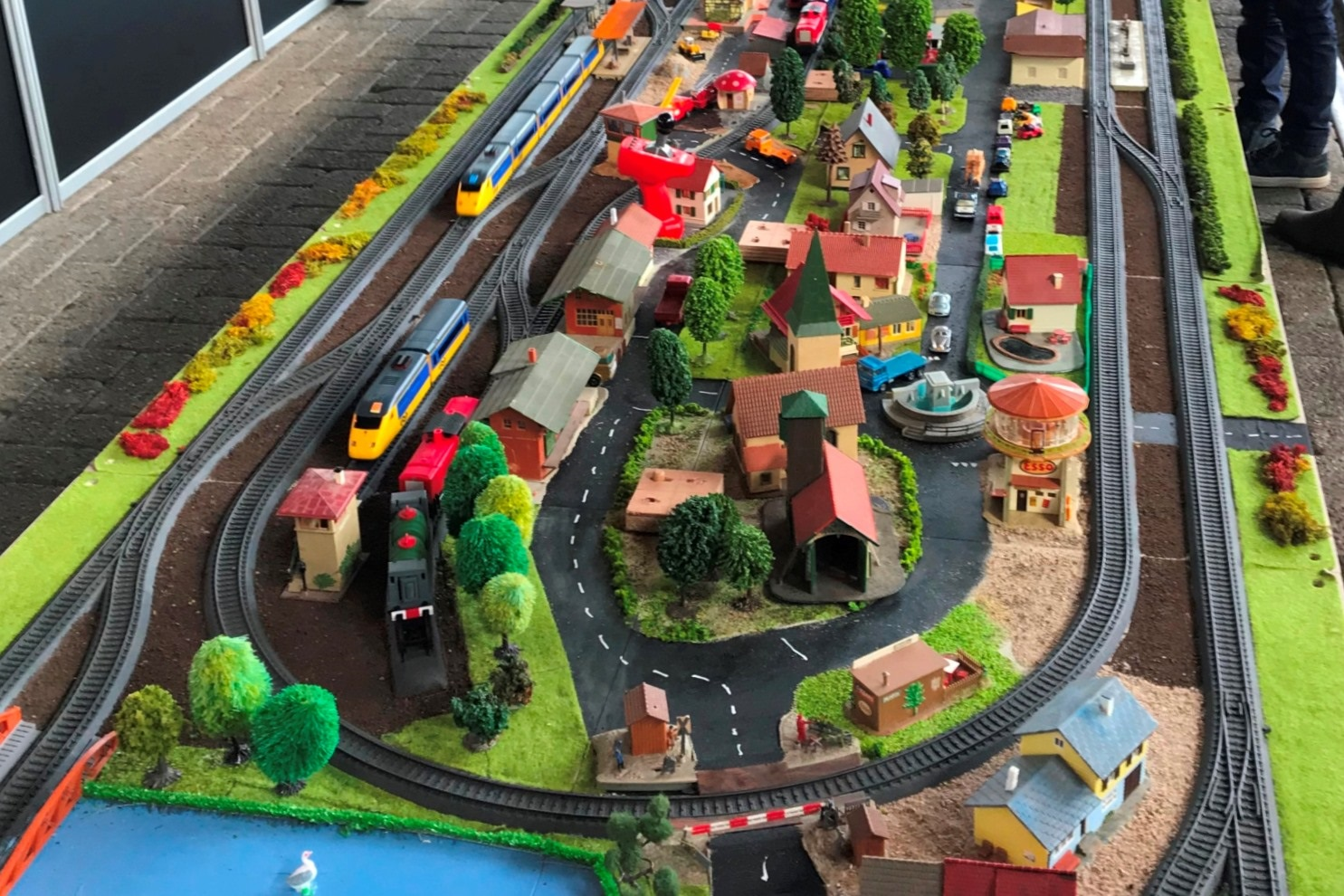
C-Trak Module mit dem Märklin my World C-Gleis für den Batteriebetrieb an der On traXS! in Utrecht.

2011 brachte Märklin das Programm my World auf den Markt, um drei- bis sechsjährige Kinder wieder für die Eisenbahn im kleinen Maßstab zu begeistern. Merkmale der Schienenfahrzeuge sind Fernsteuerung, Batteriebetrieb, trittsichere Gleise ohne Stromkreis und Magnetkupplungen. Fahrzeugbeleuchtung, Lautsprecherdurchsagen, Abfahrtssignal und Warnpfiff können per Fernsteuerung ausgelöst werden.

## Weitere Produkte
Das Unternehmen hat seit Anbeginn verschiedene Produkte aus dem Bereich der Metallspielwaren hergestellt und angeboten. So begann die Unternehmensgeschichte mit der Fabrikation von Puppenküchen und Puppenwagen. Zuletzt brachte das Unternehmen im Jahr 2002 ein knapp 1 m langes, schwimmfähiges Modell des Passagierdampfers Viktoria auf den Markt.

### Metallbaukästen
Spätere Bezeichnung: Märklin Metall
Der Märklin-Metallbaukasten ist ein Stück deutscher Spielzeuggeschichte. Ehemals ein Lizenzprodukt der Firma Meccano, erwarb Märklin die Markenrechte im Jahre 1915 und nahm 1919 die Produktion mit anderen Farben auf. Märklin stellte die Produktion dieser Metallbaukästen Anfang der 2000er Jahre bis auf Sonderaktionen ein.

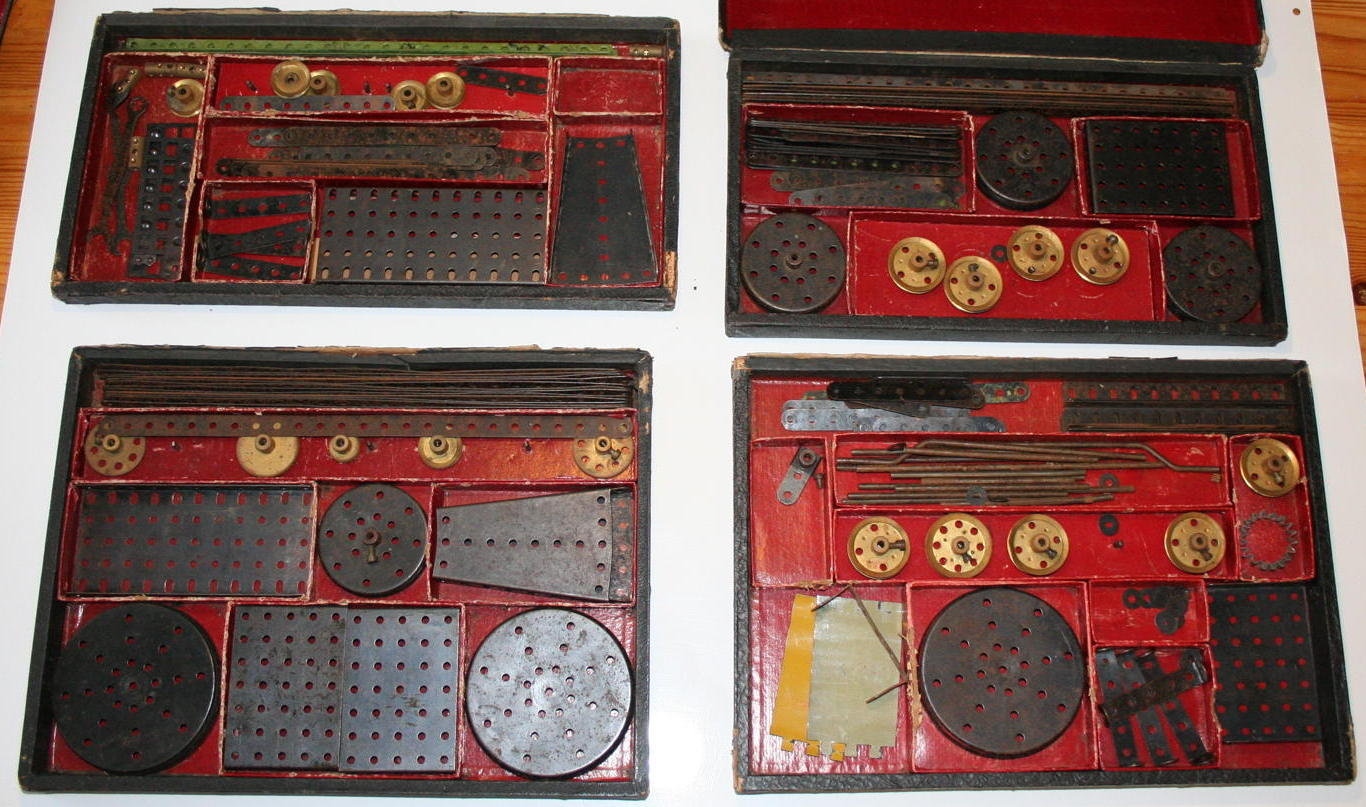
4 Metallbaukästen, ca. 1930
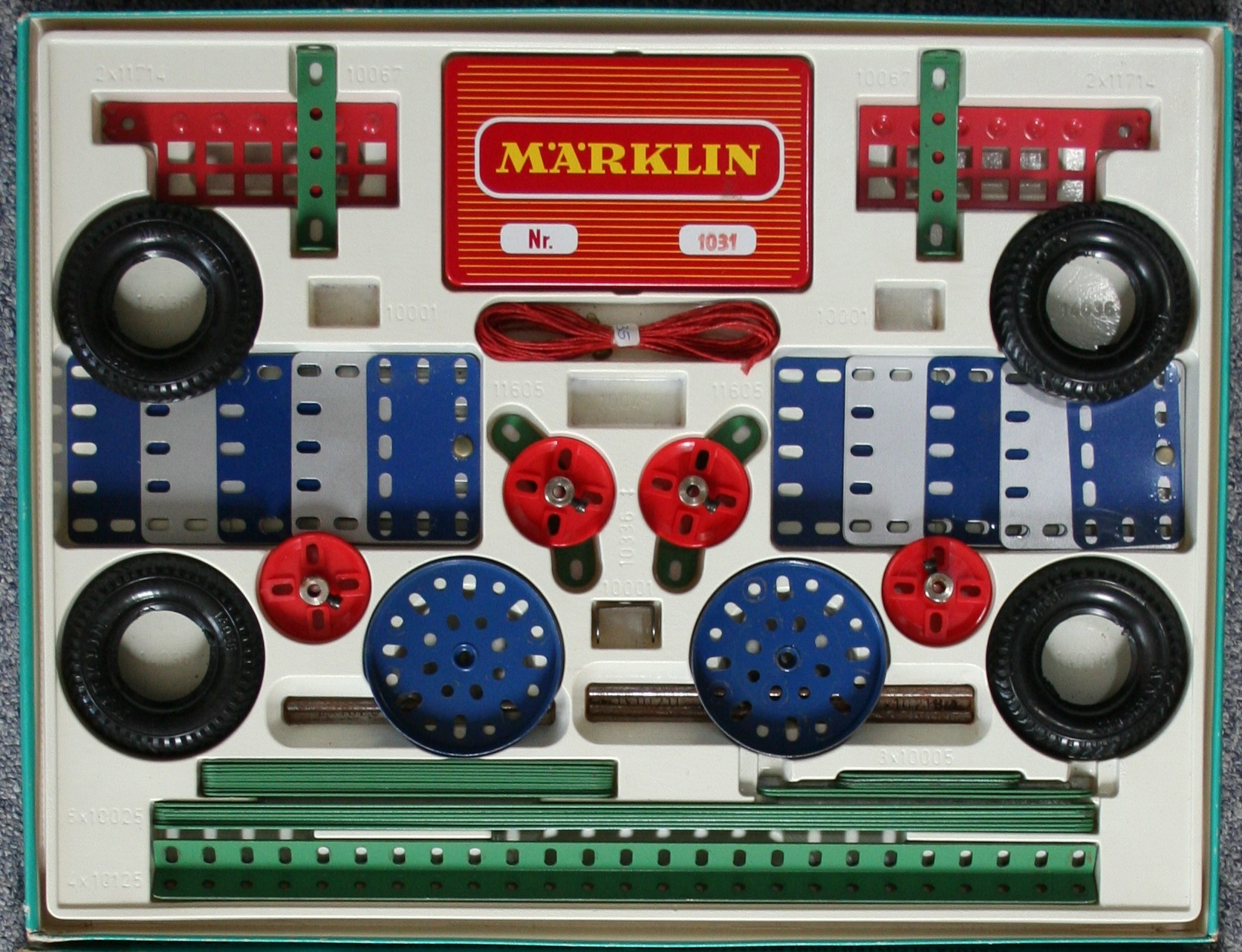
Märklin-Metallbaukasten, 1970er Jahre

### Märklin ELEX
1932 bot Märklin mit dem ELEX erstmals einen ELektrischen EXperimentierkasten an.
Über mehrere Ausbaustufen waren Versuche in den Bereichen Magnetismus und Elektrotechnik möglich. Die Kästen waren kompatibel mit dem übrigen Metallbaukastensortiment und waren bis 1962 im Sortiment.

### Märklin Plus
Märklin Plus war ein Baukastensystem ähnlich dem von Lego und Fischertechnik (also aus Kunststoff) und voll kombinierbar mit Märklin Metall. Es kam 1973 auf den Markt, wurde aber bereits Ende der 1970er Jahre eingestellt. Die stellenweise große Ähnlichkeit speziell mit fischertechnik führte zu Gerüchten, daran seien unter anderem Patentstreitigkeiten schuld gewesen, tatsächlich blieben aber vor allem die Verkaufszahlen deutlich hinter den Erwartungen zurück.

### Märklin SPRINT
1934 begann Märklin mit der Produktion einer Spielzeugautobahn mit spurgeführten Autos (Slotcars). Aufgrund harter Konkurrenz stellte man die Produktion bereits 1938 wieder ein. Als Konkurrenz zum Marktführer Carrera griff Märklin diesen Markt 1967 mit der Rennbahn „Märklin Sprint“ wieder auf. Die Realisierung im Maßstab 1:32 wurde vom Erfolg der Carrera-Rennbahnen vorgegeben. Trotz des guten Namens, den Märklin aus dem Modellbahnbereich mitbrachte, konnte Märklin in diesem Bereich zwar Fuß fassen, jedoch nie mit Carrera konkurrieren. Nachdem die Slotcars in eine Krise schlitterten, stellte Märklin die Produktion von „Märklin Sprint“ nach 15 Jahren Dauer 1982 wieder ein. In Rennbahnsammlerkreisen genießt „Märklin Sprint“ nach wie vor einen guten Ruf und ist nach Carrera eines der beliebtesten Sammelobjekte.

### Metal Military Mission
Im Jahr 2007 stellte Märklin auf der 58. Nürnberger Spielwarenmesse erstmals seit dem Zweiten Weltkrieg wieder Kriegsspielzeug vor. Das Unternehmen hatte sich nach dem Zweiten Weltkrieg entschlossen, entsprechendes Spielzeug nicht mehr anzubieten und war dieser Linie bis 2007 gefolgt. Unter der Bezeichnung Metal Military Mission by Märklin (4MFOR) wurden Metallmodelle von Panzern und anderen Militärfahrzeugen der Bundeswehr angeboten. 2010 stellte Märklin den Vertrieb der Reihe unter diesem Markennamen ein. Die Militärfahrzeuge werden seitdem unter der Marke Schuco verkauft, während die zugehörigen Schienentransportfahrzeuge wieder unter der Hauptmarke Märklin vertrieben werden.

### Märklin Toys Spy Tec
Unter dem Namen „Spy Tec“ bietet Märklin seit Herbst 2008 (unter der Unternehmensführung von Kingsbridge) elektronisches Agentenspielzeug für Kinder ab sechs Jahren an. Mit der Agentenausrüstung, bestehend aus GPS-Alarm, 3D Lazer-Alarm, SMS-Messenger und Base-Control, sollen Kinder eine moderne Version von Räuber und Gendarm spielen können. Trotz der Bezeichnungen der Ausrüstungen enthalten diese keine GPS-, Laser- oder SMS-Funktion, sondern es handelt sich z. B. um einfache Lichtschranken. Nach der Einführung 2008 wurden keine neuen Produkte aus dieser Linie vorgestellt, beworben oder in den Handel gebracht, so dass sie faktisch eingestellt ist.

## Märklin als Sammlerobjekt

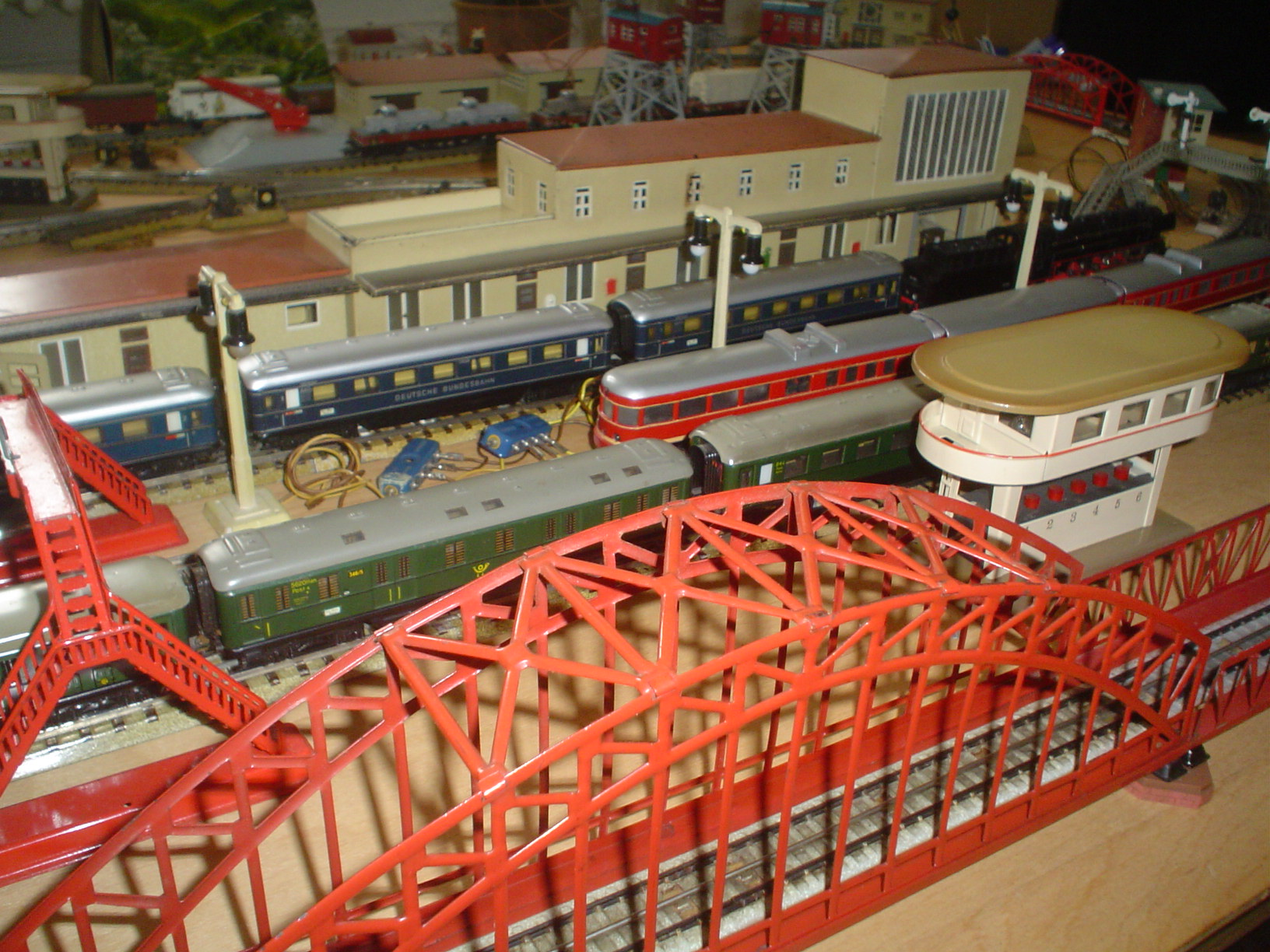
Anlage mit Material aus den 1950er Jahren und älter: 3025, F800 (3026), Stellwerk 473/6, Brücke 466 (rot) und 467/2 (rot) beide von 1949, Bahnhof 419/415, Übergang 444 (grau und rot), Gleise aus der Produktion vor dem Zweiten Weltkrieg

Märklin-Form-Hauptsignal H0, elektromagnetisch – alte M-Gleis-Ära (1952–1956)

Da das Unternehmen einer der ältesten Hersteller von Modelleisenbahnen und anderem Spielzeug ist, gibt es viele Sammler für Spielzeug von Märklin. Einzelne Objekte, insbesondere Lokomotiven der Vorkriegszeit mit Farbgebungen der Auslands-Lieferungen, erzielen auf Auktionen zum Teil Preise von mehreren 10.000 Euro. Auch für alte Kataloge oder Originalkartons werden auf Auktionen und Sammlermärkten oft hohe Preise erzielt, in erster Linie für Modelle aus der Zeit vor etwa 1955. Die oftmals angenommene Wertsteigerung sämtlicher Märklin-Artikel ist jedoch ein Irrglaube.
Auf dem Büchermarkt gibt es einige Fachkataloge, die den aktuellen Marktwert der Modelle einzuordnen versuchen. Bekanntester und anerkannter Katalog ist der sogenannte „Koll“. Für Sammler der Modellreihen von vor etwa 1965 ist auch die „mikado Märklin-Edition“ von Interesse.

Northlander von 1978

Da sich das Modellbahnhobby während der Jahre des Wirtschaftswunders großer Beliebtheit erfreute, stiegen die von jedem Modell produzierten Stückzahlen stark an. Nur noch wenige limitierte Serien, wie z. B. das auf 5000 Exemplare begrenzte Modell des Northlanders aus dem Jahr 1978, erreichten später noch Spitzenpreise.

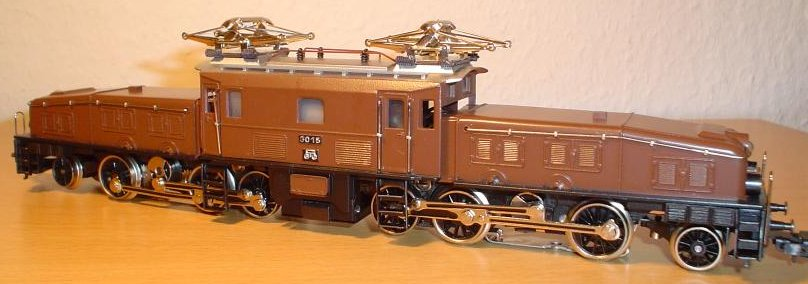
Krokodil 30159/36159 von 1996

Allerdings ist nicht alles, was bei Märklin in alten Fertigungsverfahren hergestellt wird, wirklich alt: Sammler werden bei Märklin teils noch mit Sonderserien altertümlich anmutender Produktionen bedient. Ein Beispiel sind die 1985 in bedrucktem Blech der 1930er Jahre mit aktueller Motorentechnik gefertigten Doppelzugpackungen zum fünfzigjährigen Jubiläum der Spur H0. Im Jahr 2000 gab es eine Wagenpackung mit drei Blechgüterwagen zum hundertjährigen Bestehen des Märklin-Museums. Auch das bekannte Schweizer Krokodil mit der Artikelnummer CCS800 (später 3015) wurde 1996 als Modell für Märklin-Insider wieder aufgelegt, diesmal mit brauner Farbgebung, aber technisch fast identisch mit den Modellen der 1950er Jahre.
Mit der Herstellung der Gehäuse vieler Lokomotivmodelle in Zinkdruckguss bleibt Märklin einer Tradition treu, die bei den Anhängern als werthaltig und robust gilt, von Kritikern jedoch gegenüber der sonst üblichen Kunststoff- oder Verbundbauweisen als schlechter detaillierbar angesehen wird.

### Märklin-Insiderclub
Seit 1993 bietet das Unternehmen auch einen hauseigenen Club an, den Märklin-Insiderclub. Mitglieder dieses Clubs erhalten gegen einen Jahresbeitrag eine Reihe von Leistungen: ein Abonnement der Hauszeitschrift Märklin Magazin, die speziell für Mitglieder herausgegebenen Insider-News, einen Gutschein für den Jahreskatalog, sowie einen speziellen Jahreswagen, ein speziell für die Clubmitglieder produziertes Güterwagenmodell. Auch werden über die Clubkarte Vergünstigungen bei Kooperationspartnern angeboten.
Zusätzlich produziert das Unternehmen in jeder Spurweite jedes Jahr eine einmalige Serie eines Lokomotiv- oder Zugmodells, das laut Märklin-Werbung nur von Märklin-Insidern erworben werden kann. Diese von Märklin dargestellte Exklusivität dieses „Insider-Modells“ ist jedoch in der Realität nicht unbedingt gegeben, da ein Großteil der derzeit etwa 90.000 Mitglieder dieses Modell erwirbt. Zudem bestellen einige Händler mit überzähligen Bestellscheinen die Insidermodelle für den freien Verkauf. Teilweise werden die Modelle auch, in zumeist nur geringfügig geänderter Ausführung, kurze Zeit später im allgemeinen Warensortiment angeboten.
Im Gegensatz zu klassischen Modellbahnvereinen ist der Insider-Club jedoch weder ein echter Verein, noch werden von den Mitgliedern gemeinsame Ziele, wie beispielsweise der Bau einer Anlage, verfolgt. Märklin nutzt diesen Club als Kundenbindungsinstrument. Zwar entstanden verschiedene Treffen, die sich als Märklin Insider-Stammtisch bezeichnen, doch wurden diese von Mitgliedern privat, ohne die Mitarbeit der Firma Märklin, ins Leben gerufen.
Das Ziel, den Mitgliedern einen Informationsvorsprung zu verschaffen, konnte jedoch nur bedingt erfüllt werden, da mit der raschen Verbreitung des Internets sich dort zahlreiche Webforen zum Thema Modellbahn bildeten, wo man die gleichen Informationen oft schneller und zudem kostenlos bekam. Zwar bot Märklin zeitweise ein eigenes, nur für Clubmitglieder zugängliches Webforum an, doch hat sich dieses nicht bewährt und wurde wieder eingestellt. Aus diesem Forum ist das für jedermann zugängliche „Stummi-Forum“ hervorgegangen.
Der Insiderclub wird auch für die Freunde der Marken Trix H0 und Minitrix angeboten, allerdings unter der Bezeichnung Trix-Profi-Club.

### Märklin Start up Club
Der Märklin Start up Club ist die neue Form des alten „1. FC Märklin“ bzw. des „Märklin Kids Club“. Für einen Mitgliedsbeitrag erhalten Mitglieder sechs Sammelhefte mit kleinen Geschenken. Inhalt dieses Heftes sind Comics, Poster, Vorstellungen neuer Produkte, Tipps und Tricks und besondere Meldungen. Die Comicfigur des Comics ist immer Tim Tender. Der Kinderclub hat eine eigene Website, auf der sich Mitglieder das aktuelle Heft ansehen können. Außerdem wird ein Forum angeboten.

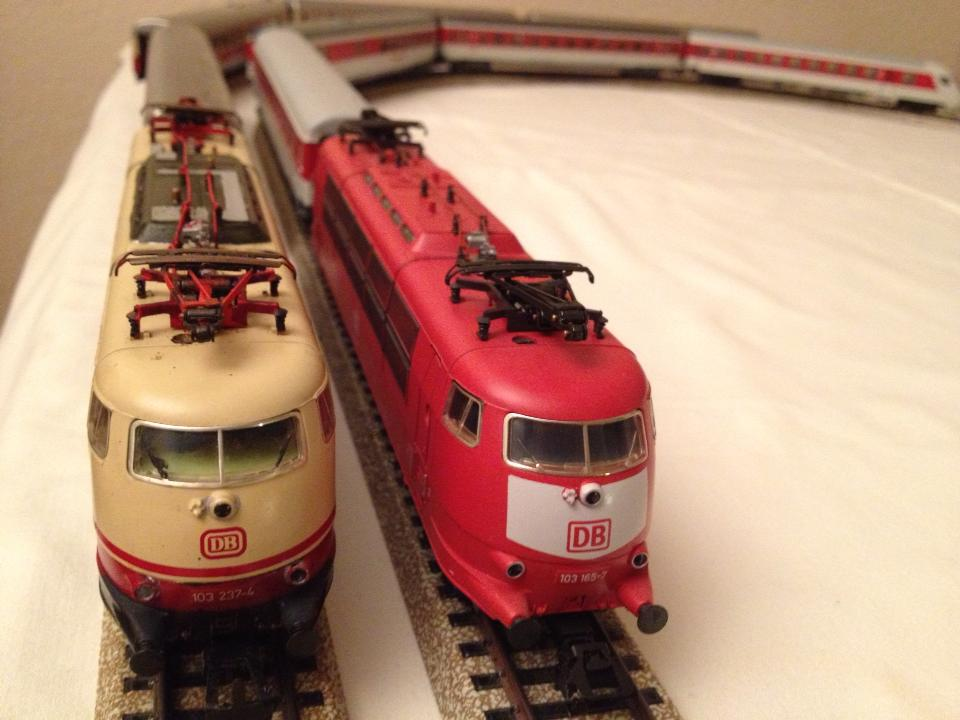
Zwei Märklin-H0-Modelle der BR 103

### Märklin-Händler-Initiative (MHI)
Die Märklin-Händler-Initiative, kurz MHI, wurde 1990 unter Federführung der Märklin-Geschäftsleitung gegründet. In ihr sind die Mehrzahl der Deutschen Märklin-Händler organisiert, die Händler haben durch den Beitritt zur MHI die Möglichkeit Sonderauflagen, die sogenannten MHI-Modelle, zu verkaufen. Darin enthalten sind auch die Kunden-Club-Modelle (insider-Club, Profi-Club, LGB-Club). Seit 2014 gibt es neun ehrenamtliche Regionalvorstände, die aus den Reihen der MHI-Händler gewählt werden, die Wahlperiode beträgt vier Jahre. Jeweils drei gehören den Gebietsgruppen Nord, Mitte und Süd an. Diese entscheiden u. a. über die Modellauswahl der in den Exklusiv-News genannten Neuheitenblätter. Die Modelle werden im Auftrag der MHI von Märklin (Märklin H0, Z, Trix H0 und Minitrix) hergestellt und auch vertrieben. Von der MHI gibt es neben den Modellen auch Marketingmaßnahmen, wie z. B. Schaufensterdekorationen oder Plakataktionen, an denen der MHI-Händler teilnehmen kann.

### Märklinist
Spielzeug- und Modelleisenbahner, die eine Anlage in Nenngröße H0 betreiben und dabei weitgehend Produkte der Firma Märklin einsetzen, werden auch als Märklinisten bezeichnet. Diese Bezeichnung ist in der ehemals unterschiedlichen Produktphilosophie von Märklin einerseits und in Abgrenzung gegenüber den Mitbewerbern andererseits begründet.
Der Begriff entstand, als das Unternehmen einer der wenigen Hersteller war, der Fahrzeuge für das Mittelleiter-Wechselstrom-System anbot, das mit dem Zweileiter-Gleichstrom-System anderer Hersteller der Nenngröße H0 nicht kompatibel ist. Nachdem jedoch einige Mitbewerber aus dem Bereich des Zweileiter-Gleichstromsystems (z. B. Firmen wie Fleischmann, Jouef, Liliput, Lima, Piko und Roco) auch Triebfahrzeuge für das Mittelleiter-Wechselstromsystem auf den Markt gebracht haben – Wagen sind in der Regel durch den Tausch der Radsätze universell einsetzbar –, bezeichnet man zunehmend nur noch solche Modelleisenbahner als Märklinisten, die sich weitgehend auf die Märklin-Produkte (etwa Gleise und Rollmaterial) beschränken.

## Steuergeräte

### Analoge Steuergeräte

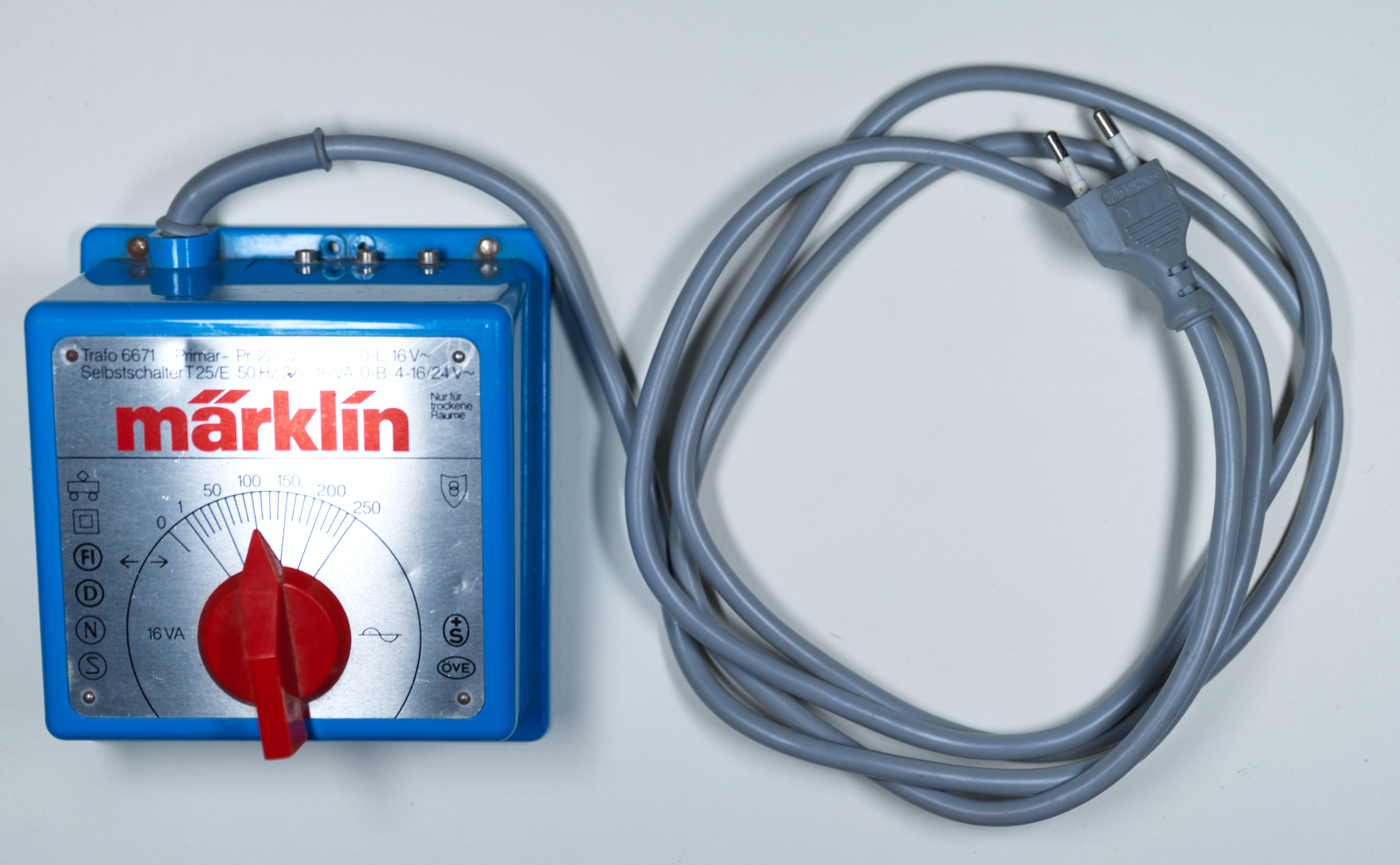
Analogtrafo von Märklin

Die analogen Steuergeräte haben ein sehr einfaches Bedienprinzip, denn die Geschwindigkeit wird mit dem roten Fahrregler über die Betriebsspannung (0 V–18 V) eingestellt. Die Fahrtrichtung wird bei Wechselstromtrafos (z. B. Spur H0) durch kurzzeitiges Drehen des Reglerknopfs nach links über „0“ hinaus umgeschaltet, bei früheren Geräten durch Druck auf den Fahrregler. Ganz frühe Lokomotiven waren nicht mit einem automatischen Fahrtrichtungsschalter ausgestattet und musten manuell am Fahrzeug umgeschaltet werden. Steuergeräte aus dieser Zeit besaßen keine Funktion, die Fahrtrichtung umzuschalten. Der Fahrregler der Gleichstrom-Steuergeräte (für z. B. Spur Z) hat die Nullstellung mittig, mit ansteigenden Skalen nach links und nach rechts. Die Fahrtrichtung wird über die Drehrichtung des Reglers gewählt.

### Digitale Steuergeräte

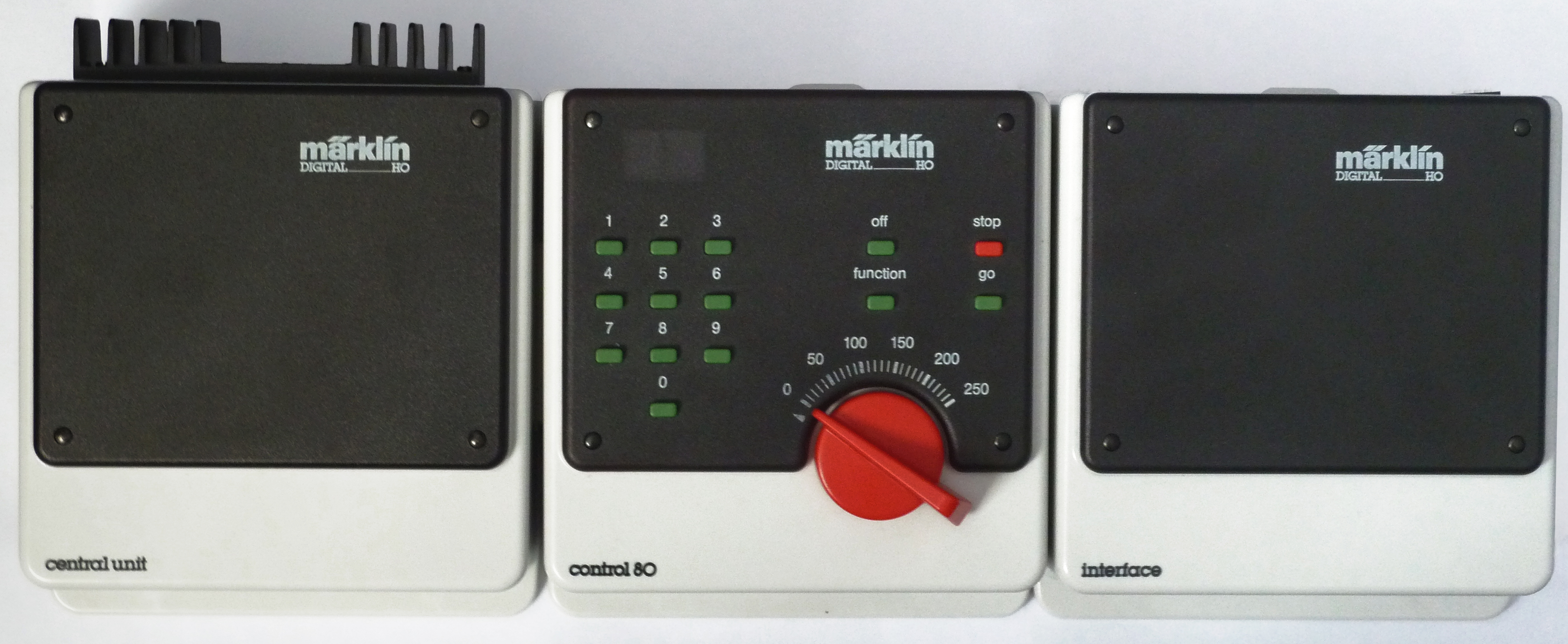
Digitales Steuergerät von Märklin

Die digitalen Steuergeräte sind etwas komplizierter zu bedienen. Das gilt nicht für die ersten ihrer Art, denn sie verfügen über das gleiche Drehrad wie die analogen. Die Steuergeräte von heute sind genauso einfach zu bedienen wie die älteren. Es gibt im Jahr 2024 drei Typen von Steuergeräten:
- Märklin Central Station
- Märklin Mobile Station
- Märklin Power Control Stick

Die Mobile Station ist eher ein Einsteigergerät, während die Central Station das ultimative Profigerät ist. Der Power Control Stick ist in einigen Startpackungen von Märklin vertreten und ist für Jüngere der optimale Einstieg.
Die Central Station verfügt über einen Touchscreen, mehrere USB-Buchsen und eine LAN-Buchse. Sie kann sich auch mit einem WLAN-Netz verbinden, um Updates für sich selbst und die Mobile Station, die ebenfalls verbunden werden kann, herunterzuladen. Die aktuelle Generation ist die Central Station 3+.

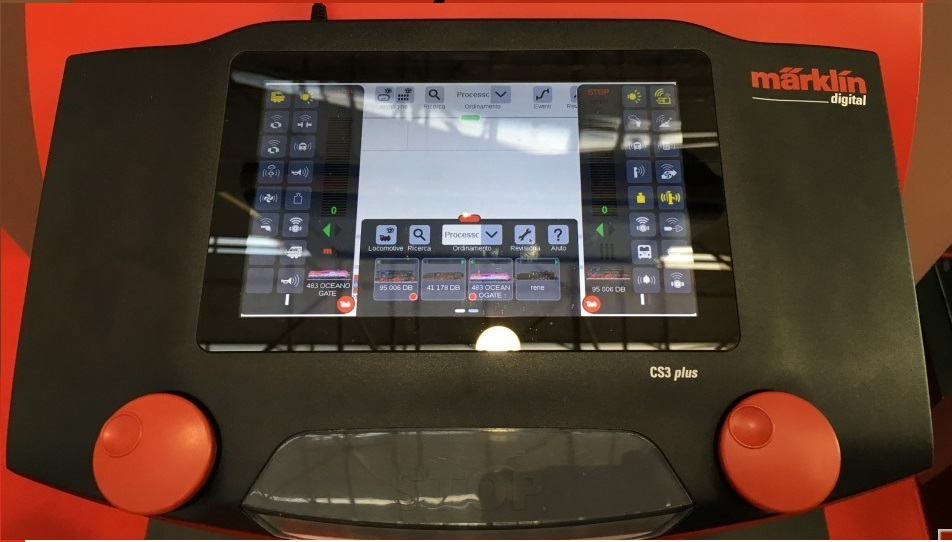
Central Station 3
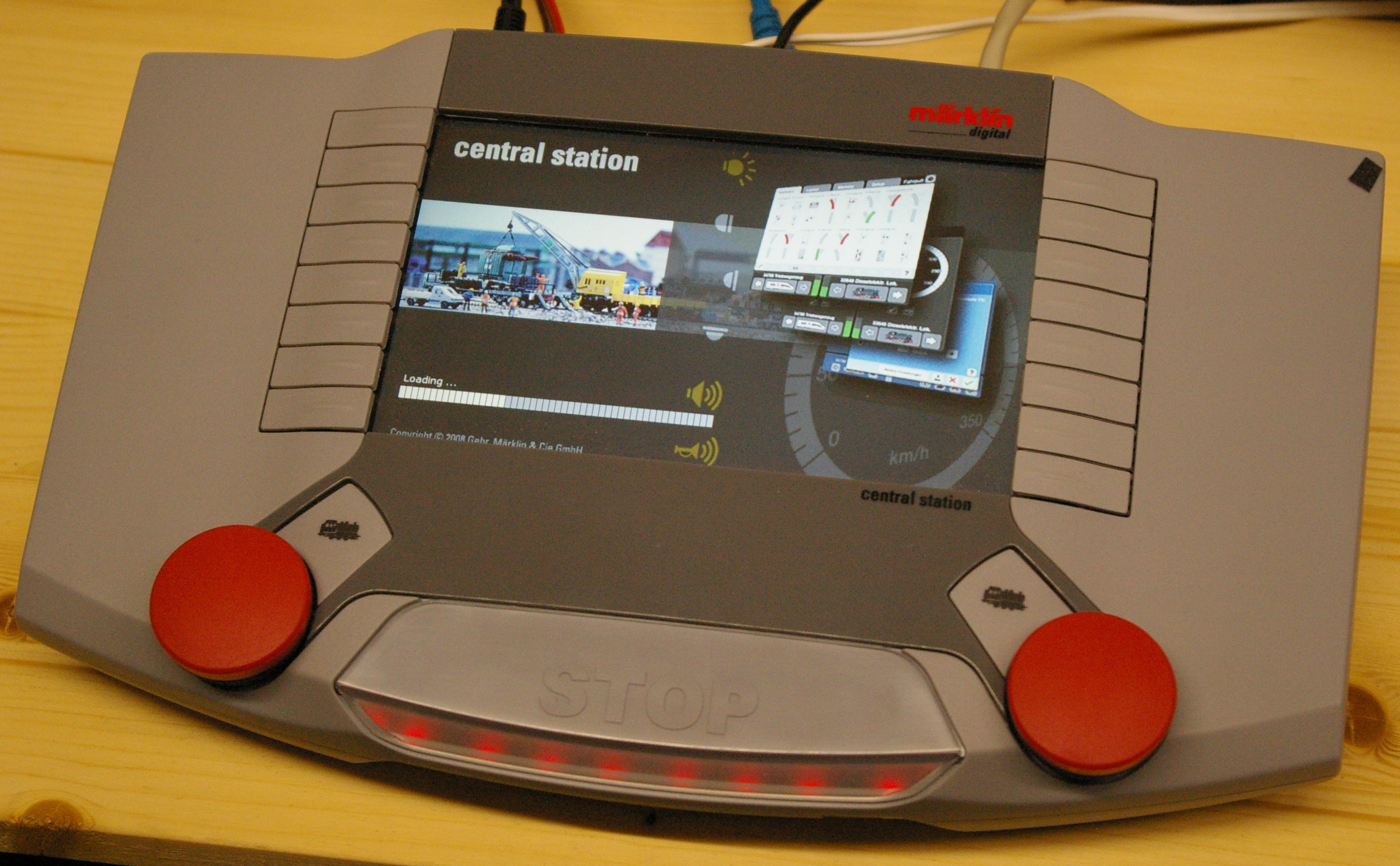
Central Station 2
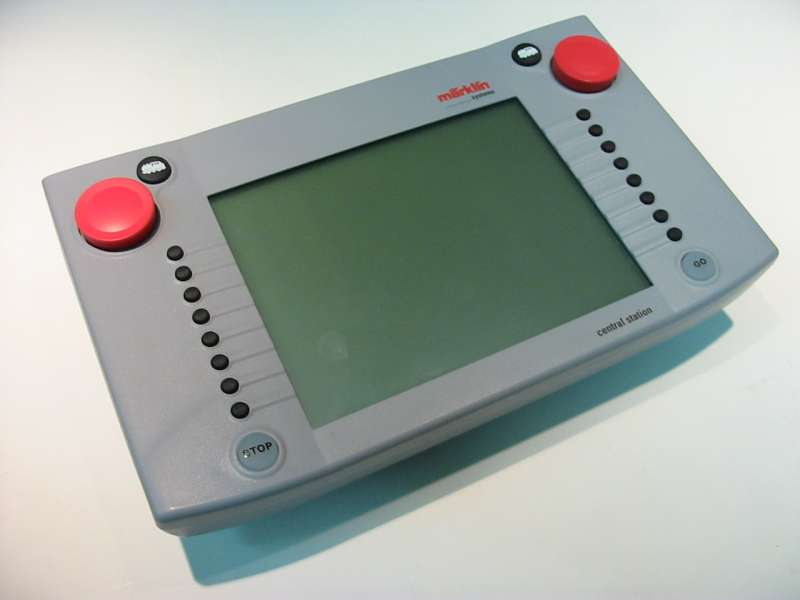
Central Station

Die Mobile Station ist nur mit einem Monochromdisplay, einer Stromanschlussbuchse und einer Verbindungsbuchse zur Gleisbox ausgestattet. Die aktuelle Generation ist die Mobile Station 2.

## Filme
- Material Nr. 2719 Ein Farb- und Schwarzweissfilm der ehemals zweitgrössten Märklin-Modelleisenbahn-Anlage in Deutschland von Walther Bever-Mohr, Deutschland, 1940, 10 Minuten, Inhaltsangabe in der Internetseite Agentur Karl Höffkes (AKH).
- Fabrik der Träume – 140 Jahre Märklin. Dokumentarfilm, Deutschland, 1999, 29 Min., Moderation: Hagen von Ortloff, Produktion: Südwestfunk, Reihe: Eisenbahn-Romantik, Folge 351, Erstausstrahlung: 28. November 1999 im Südwest Fernsehen, Inhaltsangabe von SWR.
- Blechspielzeug vom Feinsten – Das Märklinmuseum in Göppingen. Dokumentarfilm, Deutschland, 2003, 29 Min., Buch und Regie: Christopher Paul, Produktion: SWR, Reihe: Eisenbahn-Romantik, Folge 511, Erstsendung: 21. Dezember 2003 bei SWR, Inhaltsangabe von SWR.
- Märklin – Modell einer Pleite. Dokumentarfilm, Deutschland, 2009, 43:30 Min., Buch und Regie: Stefan Tiyavorabun, Produktion: SWR, Reihe: betrifft:, Erstausstrahlung: 4. November 2009, Inhaltsangabe von SWR.
- 150 Jahre Märklin. Dokumentarfilm, Deutschland, 2009, 28:03 Min., Moderation: Hagen von Ortloff, Kamera: Nico Wörmann, Produktion: SWR, Reihe: Eisenbahn-Romantik, Folge 709, Erstausstrahlung: 6. Dezember 2009, Inhaltsangabe  und online-Video von SWR.
- Vom Zauber des Details – Modellbahnbauer Märklin aus Göppingen. Dokumentarfilm, Deutschland, 2016, 29:43 Min., Buch und Regie: Wolfgang Dürr, Produktion: SWR, Reihe: made in Südwest, Erstsendung: 14. Dezember 2016 im SWR Fernsehen, Inhaltsangabe von ARD, online-Video verfügbar bis 13. Dezember 2017.

## Märklineum (Märklin Museum)
2015 eröffnete Märklin am Stammsitz in Göppingen ein neues und auf 1000 m² vergrößertes Museum zur Firmengeschichte und einer Dokumentation der historischen und aktuellen Märklin-Produkte. Im selben Jahr wurde bekannt, dass Märklin einen 3000 m² großen Neubau für das Museum plante, das 2021 fertiggestellt und als Marklineum eröffnet wurde.
Die Kreissparkasse Göppingen kaufte die auf einen Wert von fünf bis sieben Millionen Euro taxierte Sammlung, überführte diese in eine Stiftung und überließ sie Märklin für die Ausstellung. Märklin verpflichtete sich, den Kauferlös für den Bau des Museums zu verwenden und etwa zehn Prozent der jährlichen Eintrittserlöse an die Stiftung zurückzuführen.